# Israelisch-iranischer Krieg
Der israelisch-iranische Krieg (auch „12-Tage-Krieg“ genannt) begann am 13. Juni 2025 mit Angriffen Israels auf Iran (seit 1. April 1979: Islamische Republik Iran) unter dem Codenamen Operation Rising Lion. Die Angriffe der Israelischen Verteidigungsstreitkräfte (IDF) und des israelischen Auslandsgeheimdienstes Mossad richteten sich gegen Anlagen des iranischen Atomprogramms, militärische Einrichtungen in Iran sowie gegen hochrangige Kommandeure der iranischen Militärführung und iranische Kernphysiker. Iran begann noch am selben Tag mit Luftangriffen auf Ziele in Israel unter dem Codenamen Operation True Promise III. Zwei Wochen zuvor hatte die Internationale Atomenergie-Organisation (IAEO) mitgeteilt, Iran verfüge nun über 408 kg auf 60 % angereichertes Uran. Bei weiterer Anreicherung würde dies für den Bau von etwa neun Atombomben ausreichen.
Dem offenen Krieg zwischen Israel und Iran ging seit der Iranischen Revolution 1979 die Aufkündigung iranischerseits der gegenseitigen Beziehungen und jahrzehntelange iranische Feindschaft und Vernichtungsdrohungen gegen Israel voraus. Die Spannungen verschärften sich unter der Regierung von Ebrahim Raisi, die nach dem Terrorangriff auf Israel im Oktober 2023 durch die von Iran unterstützte Hamas weitere eskalierte durch Angriffe auf Israel seitens iranisch unterstützter Gruppen wie der Huthi und der Hisbollah. Bereits im April und Oktober 2024 griff Iran Israel direkt an vom eigenen Territorium aus. Diese Angriffe eröffneten den offenen Krieg Irans mit Israel, der bislang weder durch Waffenstillstandsabkommen noch durch einen Friedensvertrag beendet wurde. Die Regierung Benjamin Netanjahus führte im Rahmen dieses Krieges ihrerseits Angriffe ab dem 13. Juni 2025, die vor allem nuklearen Kapazitäten Irans galten. 
In der Nacht auf den 22. Juni 2025 griffen die Vereinigten Staaten von Amerika direkt in den Krieg ein, als ihre Streitkräfte unter dem Codenamen Operation Midnight Hammer Luftangriffe auf iranische Atomanlagen flogen, um die nuklearen Kapazitäten Irans einzuschränken.
Am 24. Juni 2025 wurde vonseiten der Vereinigten Staaten eine Waffenruhe angekündigt, die am Folgetag in Kraft trat.
Israels Angriff gegen Iran sowie die unterstützenden Angriffe der Vereinigten Staaten werden von manchen Völkerrechtlern als völkerrechtswidrig eingestuft, andere sehen darin eine Kampagne im seit April 2024 durch Iran eröffneten Krieg. Wieder andere sehe darin einen Präventivschlag gegen eine bald einsetzbare Nuklarwaffenfähigkeit Irans, das fortgesetzt Israel mit Vernichtung droht. Auch die Gegenangriffe Irans werden trotz des Rechts zur Selbstverteidigung als Verstöße gegen das humanitäre Völkerrecht gewertet, da sie sich nicht nur gegen militärische, sondern auch gegen zivile Ziele richten.

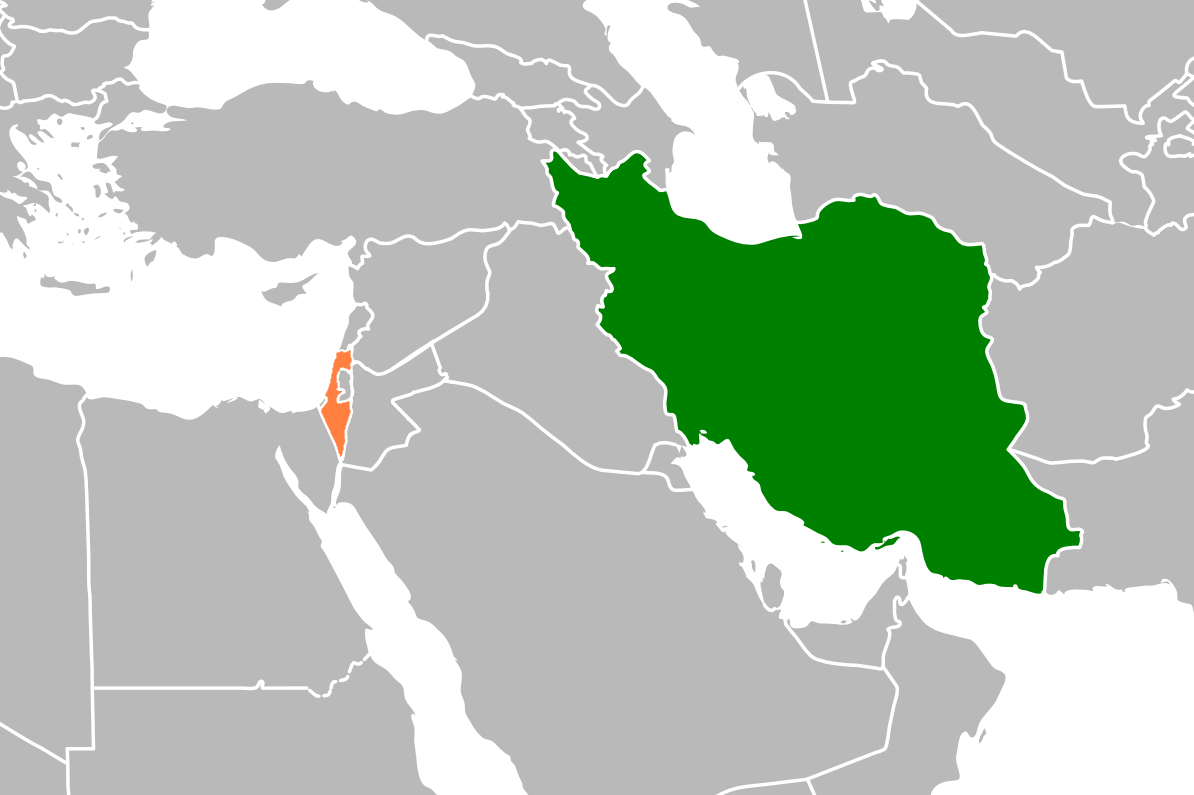
Lage Israels (orange) und Irans (grün)

## Vorgeschichte

### Iranisch-israelische Beziehungen
Das Verhältnis zwischen Iran und Israel war während der Schahzeit freundschaftlich. Im Zuge der anglo-sowjetischen Invasion kam 1941 Mohammad Reza Pahlavi in Iran zur Regentschaft und es waren die Vereinigten Staaten, die 1957 den Grundstein für das iranische Atomprogramm legten, im Rahmen des unter US-Präsident Eisenhower initiierten Programms „Atoms for Peace“. Iran zählte zu den ersten Staaten, die das Existenzrecht Israels und seine Unabhängigkeit 1948 anerkannten. Seit der Islamischen Revolution 1979 erkennt Iran Israel nicht mehr als legitimen Staat an und seine Zerstörung wurde Staatsdoktrin. Seit Jahren unterstützt Iran islamistische Terrormilizen wie Hisbollah, Hamas und Islamischer Dschihad in ihrem Kampf gegen Israel.
Der Terrorangriff der Hamas auf Israel am 7. Oktober 2023 hatte erhebliche Auswirkungen auf die Beziehungen zwischen Israel und Iran, weil Iran einer der wichtigsten Geldgeber, Waffenlieferanten und ideologischen Unterstützer der Hamas ist.
Bereits vor dem eigentlichen Kriegsbeginn kam es zu mehreren direkten Angriffen beider Seiten aufeinander, die jedoch zu keiner größeren Eskalation führten.

#### Schwächung der „Achse des Widerstandes“

Anti-israelische Terrorgruppen, die von Iran unterstützt werden und von pro-iranischen Publizisten als „Achse des Widerstands“ bezeichnet werden. Stand Januar 2025 gelten lediglich die Huthi-Miliz im Jemen und die Volksmobilisierungskräfte im Irak als weitgehend ungeschwächt.

Einer Analyse des US-amerikanischen Stimson Center zufolge hat das von Iran über eine Zeitspanne von annähernd einem halben Jahrhundert aufgebaute Netzwerk regionaler Milizen und Gruppen – auch als „Achse des Widerstands“ bezeichnet – seit dem Terrorangriff der Hamas auf Israel am 7. Oktober 2023 stark an operativer Schlagkraft eingebüßt. Mit dem Sturz des syrischen Assad-Regimes Anfang Dezember 2024 habe Iran quasi über Nacht seinen einzigen staatlichen Verbündeten in der Region und eine wichtige Landverbindung in den Libanon verloren. Die Terrororganisationen Hamas im Gazastreifen und Hisbollah im Südlibanon seien zudem durch militärische Aktionen Israels entscheidend geschwächt worden. So seien etwa die Befehlsstrukturen, Truppen und militärischen Fähigkeiten beider Organisationen stark dezimiert worden.
Gleichzeitig wird in dem Bericht darauf hingewiesen, der geplante Rückzug der amerikanischen Truppen aus dem Zentralirak eröffne Iran und seinen Verbündeten neue Spielräume, um ihren Einfluss zu festigen und regionale Verluste teilweise auszugleichen. Trotz der genannten Rückschläge blieben von Teheran unterstützte Gruppierungen wie die Volksmobilisierungskräfte im Irak und die Huthi im Jemen weiterhin aktiv. Die Milizen im Irak verfügten immer noch über beträchtlichen lokalen Einfluss und die als Terrororganisation eingestufte Huthi-Miliz greife regelmäßig Schiffe im Roten Meer an, wobei sich die Angriffe vor allem gegen westliche und israelbezogene Ziele richteten. Die große Entfernung und das schwierige Gelände im Jemen erschwere es Israel, die Miliz effektiv zu bekämpfen. Aus Sicht Irans würden die Huthi zu einer neuen Hisbollah.

### Gegenseitige Luft- und Raketenangriffe vor dem Krieg
Am 14. April 2024 griff Iran Israel als Reaktion auf einen israelischen Angriff auf Irans Konsulat in Damaskus, bei dem zwei Generäle getötet wurden, mit 170 Drohnen und 30 Raketen an, von denen 99 % abgefangen wurden. Einige Raketen schlugen im Militärflugplatz Nevatim ein und verursachten leichten Schaden. Auch Angriffe aus dem Irak, Jemen und Libanon sollen unter anderem von den Vereinigten Staaten und Jordanien abgefangen worden sein.
Am 19. April wurden laut iranischen Angaben drei Drohnen in der Nähe eines Militärflughafens bei Isfahan abgeschossen. Die Washington Post bezeichnete dies als israelische Reaktion.
In den Tagen und Monaten vor erneuten direkten Konfrontationen im Oktober wurden die beiden höchsten Führungspersonen der Terrororganisationen Hamas und Hisbollah getötet, davon Ismail Haniyya während eines Besuches in der iranischen Hauptstadt und Hassan Nasrallah in Beirut.
In der Nacht vom 1. zum 2. Oktober 2024 griff Iran Israel als Reaktion mit rund 180 Raketen an. Laut Analysen und Auswertungen von Satellitenbildern schlugen bis zu 30 Raketen auf dem Luftwaffenstützpunkt Nevatim ein, dennoch soll der Schaden gering gewesen sein. Beim Abfangen beteiligten sich auch US-Streitkräfte.
Am 26. Oktober 2024 griff Israel Raketenabschussrampen und -produktionsstandorte an. Iran meldete lediglich „begrenzte Schäden“ und Schäden an Radaranlagen und behauptete, die Angriffe seien vom irakischen Luftraum aus geführt worden. Der Tod von vier iranischen Soldaten wurde allerdings bestätigt.

### Iranisches Atomprogramm

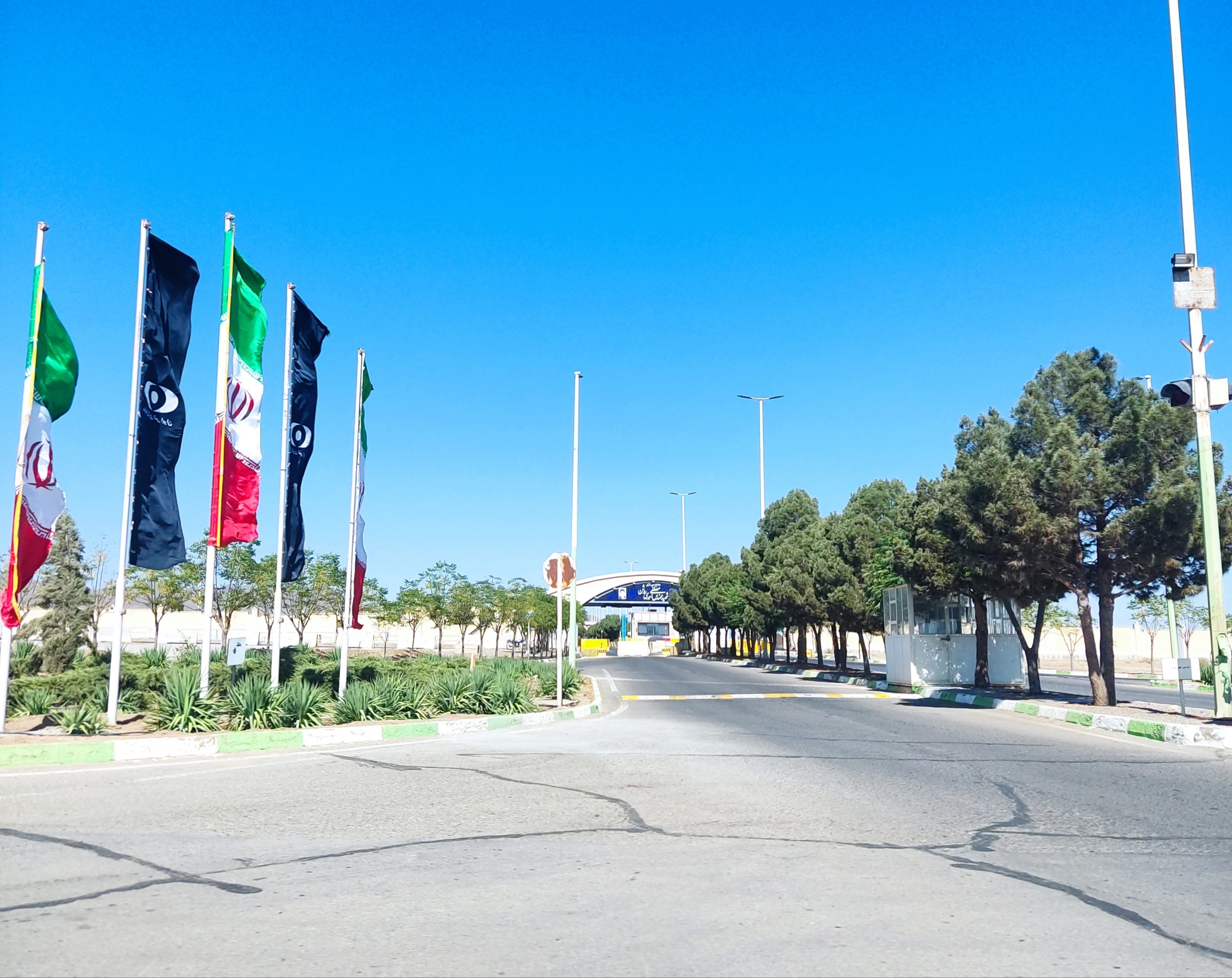
Eingangsbereich der Atomanlage Natanz (Iran, 2022). Im Juni 2025 wurde die Einrichtung Ziel israelischer Angriffe im Rahmen des israelisch-iranischen Kriegs.

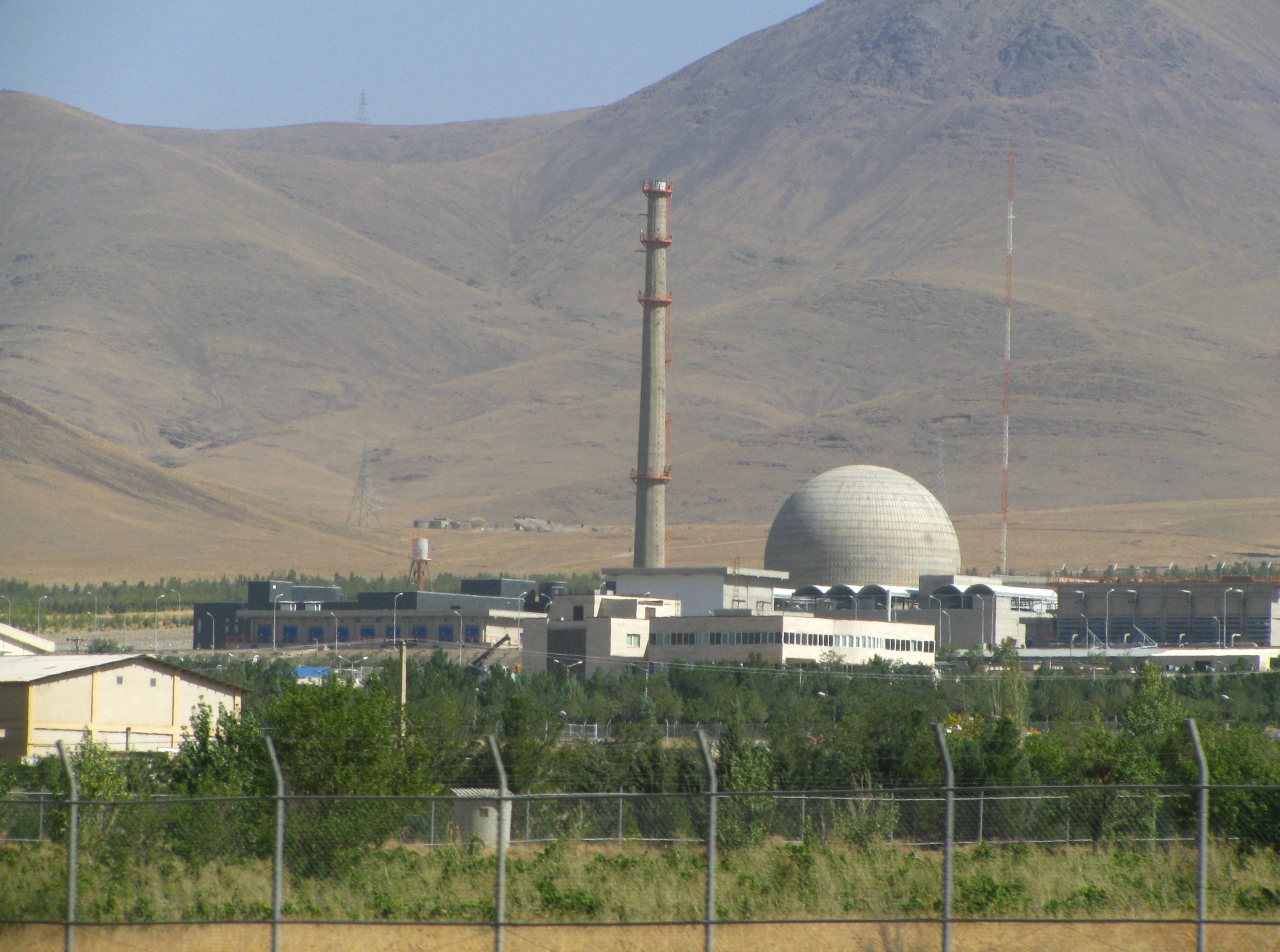
Der IR-40-Reaktor in Arak, eine zentrale Anlage des iranischen Atomprogramms, wurde im Juni 2025 im Rahmen des israelisch-iranischen Kriegs angegriffen.

Iran begann 1967 unter Schah Mohammad Reza Pahlavi mit US-Hilfe ein ziviles Atomprogramm. 2002 wurde eine geheime Anlage zur Urananreicherung in Natanz bekannt. Deutschland, Frankreich und Großbritannien begannen 2003 Gespräche mit Iran, die jedoch nach der Wahl von Mahmud Ahmadineschad 2005 scheiterten. US-Präsident Barack Obama und Iran eröffneten 2009 über den Oman einen diplomatischen Dialogkanal. Kurze Zeit später wurde der mutmaßlich von den Vereinigten Staaten und Israel entwickelte Computervirus Stuxnet zur Störung iranischer Zentrifugen entdeckt.
2015 wurde in Wien ein Atomabkommen zwischen den fünf UNO-Vetomächten (Vereinigte Staaten, China, Russland, Großbritannien und Frankreich) sowie Deutschland und Iran geschlossen, das die Urananreicherung in Iran einschränken sollte. Als Gegenleistung wurden von den genannten Ländern Wirtschaftssanktionen gegen Iran aufgehoben. Nachdem Israel 2018 bekannt gegeben hatte, aus Iran gestohlene Dokumente würden belegen, dass Iran wesentliche Details seines Atomprogramms vor der Unterzeichnung des Abkommens vertuscht habe, zogen sich die USA unter der Präsidentschaft von Donald Trump einseitig aus dem Atomabkommen zurück.
Sollten in Iran Atomwaffen entwickelt werden, werde sich Saudi-Arabien auch atomar bewaffnen, verkündete 2018 der dort regierende Kronprinz Mohammed bin Salman. Ebenso wie Saudi-Arabien betrachtet auch Israel einen mit Atomwaffen bewaffneten Iran als gravierende Bedrohung für die nationale Sicherheit. In den Jahren vor dem israelisch-iranischen Krieg wurden iranische Wissenschaftler, die am Atomprogramm beteiligt waren, mehrfach Opfer gezielter Anschläge, die teils durch Schusswaffen, teils durch Autobomben verübt wurden. Cyberangriffe, etwa im Jahr 2020 auf die Atomanlage Natanz, folgten. Ab 2021 erhöhte Iran die Urananreicherung.
Israels Premierminister Benjamin Netanjahu begründete den Angriff auf Iran mit einer atomaren Gefahr für Israel. Teheran sei kurz vor der Fertigstellung einer Atombombe, sagte er. Diese Einschätzung teilen US-Geheimdienste nicht, berichteten sowohl die New York Times als auch CNN unter Berufung auf hochrangige US-Regierungsvertreter und „vier mit der Einschätzung vertraute Personen“. Wenige Wochen vor den israelischen Angriffen präsentierte die Direktorin der US-Geheimdienste Tulsi Gabbard den Jahresbericht der US-Geheimdienste vor dem Geheimdienstausschuss des Senats. In diesem Bericht wurden mehrere Punkte zum iranischen Atomprogramm genannt: Der erste Punkt war, dass Iran keine Atomwaffen besitze. Der zweite Punkt war, dass Iran kein Atomwaffenprogramm habe. Der dritte Punkt war, dass die iranische Führung sich gegen ein Atomwaffenprogramm entschieden habe. In ihrer Aussage vor dem Senat bekräftigte Direktorin Gabbard die Einschätzung der Geheimdienste: Die Geheimdienste waren weiterhin zu dem Schluss gekommen, dass der „Iran keine Atomwaffen baut“ und das politische und religiöse Oberhaupt Irans Ali Chamenei das von ihm im Jahr 2003 ausgesetzte Atomwaffenprogramm weiterhin nicht genehmigt hat. Gabbard zitierte vor dem Geheimdienstausschuss aus dem Jahresbericht der US-amerikanischen Nachrichtendienste allerdings auch, dass Iran über so viel angereichertes Uran verfüge wie nie zuvor – und dass dies beispiellos für einen Staat ohne Atomwaffenprogramm sei. Gabbard erklärte eine Woche nach Kriegsbeginn, dass Iran in der Lage sei, innerhalb weniger Wochen oder Monate eine Atombombe zu bauen, falls er sich zur finalen Montage entschließe.
Bei den Verhandlungen ab April 2025 zeigte sich Iran zu einem neuen Atomabkommen mit den USA bereit im Gegenzug für die Aufhebung der Wirtschaftssanktionen. Irans Chefunterhändler Ali Schamchani erklärte in einem Interview im US-Fernsehsender NBC News am 14. Mai 2025, Iran werde sich verpflichten, niemals Atomwaffen herzustellen, seine Bestände an hochangereichertem Uran zu vernichten, Uran nur noch in geringeren Mengen für zivile Zwecke anzureichern und internationale Inspektoren zur Überwachung des Prozesses zuzulassen.
Zum Zeitpunkt des israelischen Angriffs soll Iran mindestens 408,6 Kilogramm Uran in einem Anreicherungsgrad von 60 Prozent besessen haben. Das steht in einem Bericht, den die IAEA Ende Mai 2025 an ihre Mitgliedstaaten verschickte. Demnach ist der iranische Uranvorrat seit Februar um 133,8 Kilogramm gestiegen. Es ließen sich neun Atomwaffen herstellen, sollte das Uran weiter angereichert werden. Fachleute schätzten, dass es ungefähr zwei Wochen dauert, die Anreicherung auf 90 Prozent Reinheit zu erhöhen, womit Uran für den Bau von Atomwaffen geeignet wäre. Eine Bombe daraus herzustellen, würde einige Monate bis etwa ein Jahr dauern. Am 12. Juni 2025, also einen Tag vor dem israelischen Angriff, kündigte Iran eine Ausweitung seines Atomprogramms, eine deutliche Steigerung seiner Uranproduktion und den Bau einer weiteren, dritten Anreicherungsanlage an. Zuvor hatten IAEA-Inspekteure an bislang nicht bekannten Standorten Spuren von Uran entdeckt. Iran hatte die Orte nicht als Atomanlagen deklariert. In einer Resolution stellte der IAEA-Gouverneursrat am 12. Juni 2025 fest, dass er keine Garantie für den ausschließlich friedlichen Charakter des iranischen Atomprogramms abgeben könne. Der UN-Sicherheitsrat sei dafür zuständig, da es um Fragen des Weltfriedens gehe, heißt es in dem Text.
Der IAEA‑Generaldirektor Rafael Grossi stellte klar, dass die IAEA niemals Israel Deckung für seine Luftangriffe auf iranische Nuklearstandorte gegeben habe. Er wies Behauptungen zurück, wonach Inspektoren oder Berichte Hinweise geliefert hätten, die eine solche Vorgehensweise rechtfertigen könnten.

### Iranisches Raketenprogramm
Neben dem iranischen Atomprogramm, das von der israelischen Regierung seit Langem als sicherheitspolitische Bedrohung eingestuft wird, rückt zunehmend auch das ballistische Raketenarsenal Irans in den Fokus. Die israelische Regierung äußerte Besorgnis über eine deutliche Ausweitung der iranischen Rüstungsproduktion und verwies auf Pläne Teherans, die monatliche Fertigung ballistischer Raketen spürbar zu erhöhen. Ziel sei demnach der Aufbau eines umfassenden Arsenals, das innerhalb weniger Jahre mehrere Zehntausend Flugkörper umfassen könnte. Aus israelischer Sicht würde dies das Bedrohungspotenzial für urbane Zentren und kritische Infrastrukturen erheblich steigern.

### Israelische Planung

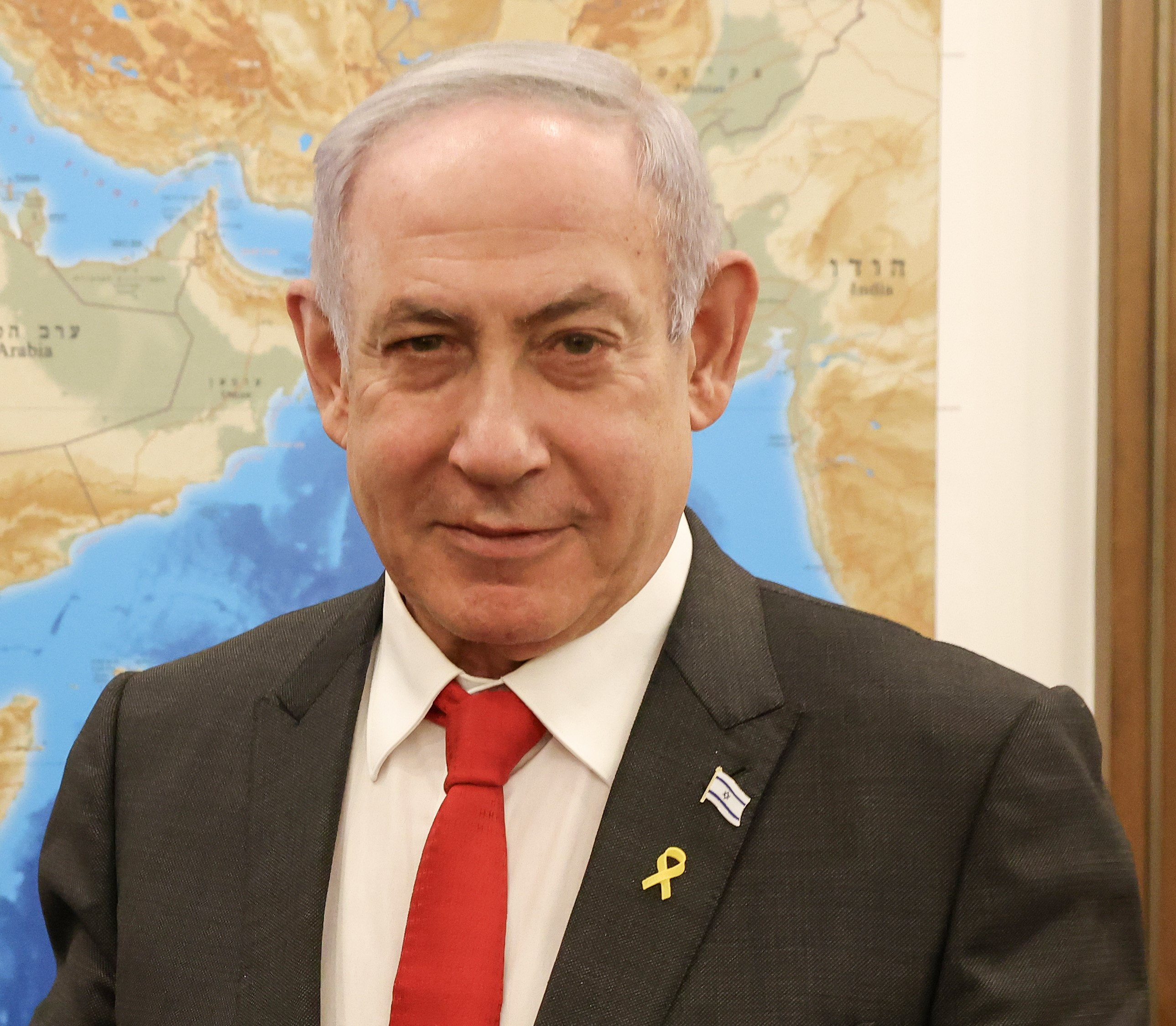
Benjamin Netanjahu (Bild von 2024) gilt als treibende Kraft hinter dem israelischen Angriff auf Iran

Dem Angriff gingen nach israelischen Behördenangaben mehrjährige Planungen des Mossad und der IDF voraus. Agenten des Mossad errichteten israelischen Angaben zufolge in der Nähe der iranischen Hauptstadt Teheran eine Drohnenbasis, die zum Einsatz kommen sollte, um auf Israel gerichtete iranische Boden-Boden-Raketen noch auf iranischem Staatsgebiet abzuwehren. Dafür seien über Monate hinweg Bauteile für Hunderte Drohnen und Munition in Koffern, Lastwagen und Schiffscontainern nach Iran geschmuggelt worden. Teilweise seien in den Schmuggel Unternehmer involviert gewesen, die selbst nichts von dem Schmuggel wussten. Außerdem seien Fahrzeuge mit Waffensystemen nach Iran geschmuggelt worden, um zu Beginn des Angriffs die iranische Flugabwehr zu bekämpfen und israelischen Militärflugzeugen Lufthoheit und damit Handlungsfreiheit im iranischen Luftraum zu garantieren. Mit der Planung des Angriffs selber begann Israel laut der New York Times im letzten Dezember, seit die Schwächung der Hisbollah und der Sturz des Assad-Regimes einen Luftkorridor geschaffen hätten. Trump habe sich schon im Februar 2025 dazu entschieden, Israel Geheimdienstunterstützung zu gewähren.
Der Angriff erfolgte inmitten laufender Verhandlungen zwischen den Vereinigten Staaten und Iran über dessen Atomprogramm. US-Präsident Donald Trump forderte ein neues Atomabkommen von Iran. Im Jahr 2018, während seiner ersten Amtszeit, war Trump von dem Atomabkommen zurückgetreten, das die US-Regierung während der Regierungszeit von Präsident Barack Obama 2015 ausgehandelt hatte, und verhängte erneut Wirtschaftssanktionen gegen Iran.
Ab April 2025 verhandelte der US-Sonderbeauftragte Steve Witkoff mit dem Außenminister von Iran, Abbas Araghtschi. Zur Aufhebung der wirtschaftlichen Sanktionen wollte Trump die Urananreicherung vollständig untersagen. Noch am 12. Juni hatte das Weiße Haus angekündigt, dass sich Witkoff am 15. Juni mit dem iranischen Außenminister in Oman zu weiteren Verhandlungen treffen werde.
Laut der Times of Israel wiegte eine koordinierte israelisch-amerikanische Täuschungsaktion zur Verschleierung des bevorstehenden Angriffs Iran in falscher Sicherheit. Israel und die USA hätten in den letzten Tagen vor dem Angriff eine vielschichtige Desinformationskampagne durchgeführt, um Iran zu überzeugen, dass ein Angriff auf seine Atomanlagen nicht unmittelbar bevorstand. Israelische Beamte erklärten, Präsident Trump sei aktiv an der Täuschung beteiligt gewesen und habe von dem Militärangriff gewusst, seit der israelische Premierminister Benjamin Netanjahu am 9. Juni 2025 beschlossen hatte, den Angriff durchzuführen. Trump hatte am 11. Juni bekannt gegeben, dass die US-Regierung dabei sei, Diplomaten und anderes Personal aus der Region zu evakuieren: „Es könnte ein gefährlicher Ort sein, wir werden sehen, was passiert.“
Laut der New York Times hatte die iranische Führung mit möglichen Feindseligkeiten im Falle ins Stocken geratener Nuklearverhandlungen mit den Vereinigten Staaten gerechnet, jedoch den Zeitpunkt eines solchen Angriffs grundlegend falsch eingeschätzt. Regierungsnahe Quellen berichteten der Zeitung, Iran habe vor der nächsten geplanten Gesprächsrunde in Oman nicht mit einer israelischen Offensive gerechnet. Warnzeichen eines Angriffs seien infolgedessen als psychologische Kriegsführung abgetan worden, die lediglich darauf abzielte, diplomatische Vorteile zu sichern. Diese Fehleinschätzung habe dazu geführt, dass geplante Verteidigungsmaßnahmen nicht umgesetzt wurden. Hochrangige Militärs, darunter Kommandeure der Islamischen Revolutionsgarde, hätten Anweisungen zur Verlegung oder Evakuierung ignoriert und wurden bei gezielten Angriffen auf militärische Einrichtungen, insbesondere in Teheran, getötet. Dem Wall Street Journal zufolge unterschätzte Iran US-Präsident Trump und Premierminister Netanjahu. Das iranische Regime sei davon ausgegangen, es könne die Amerikaner in den Verhandlungen weiterhin hinhalten, ohne dafür „einen Preis zu zahlen“.

## Kriegsverlauf

### 13. Juni 2025

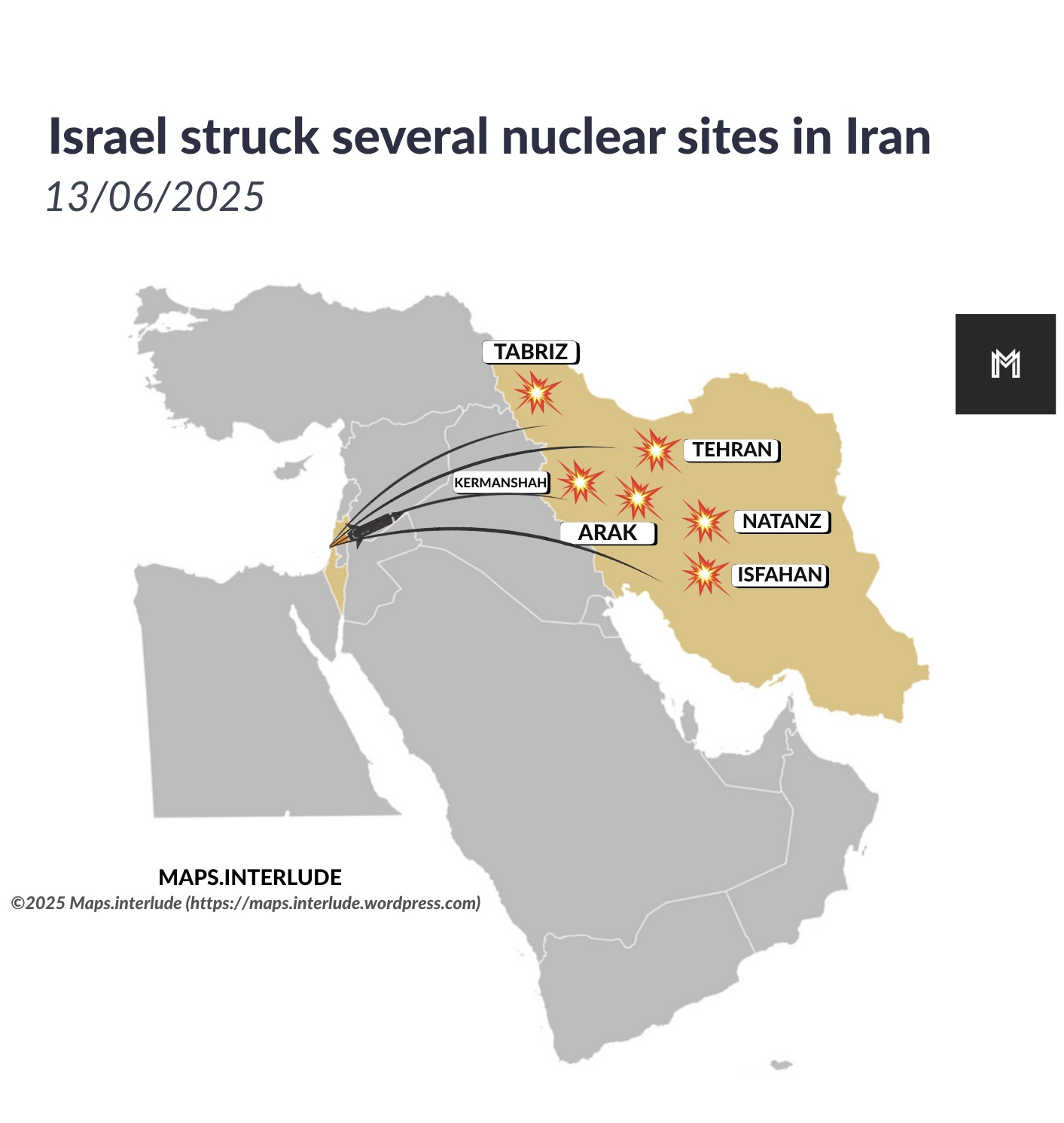
Erste Angriffswelle

Israel griff in den frühen Morgenstunden des Freitags Dutzende Ziele in Iran an. Dabei kamen mehr als 200 Flugzeuge der Israelischen Streitkräfte zum Einsatz. Des Weiteren wurden nach israelischen Angaben hunderte Mossad-Spione an den jüngsten Angriffen eingesetzt, darunter auch eine Gruppe von Agenten mit iranischer Staatsbürgerschaft. Nach Angaben von vier hochrangigen iranischen Beamten griff Israel mindestens sechs Militärstützpunkte rund um die Hauptstadt Teheran sowie Wohnhäuser in zwei hochgesicherten Komplexen für Militärkommandeure und mehrere Wohngebäude rund um Teheran an. Mindestens 20 hochrangige iranische Kommandeure wurden getötet. Weitere Ziele waren die Militärflugplätze Hamadan, Täbris und Maschhad, wo Hangars und Flugzeuge der iranischen Luftwaffe zerstört wurden.
Bei dem Großangriff wurden auch Wohngebiete der Teheraner Vororte Robat Karim, Baharestan, Malard, Schahr-e Rey und Schahid Tschamran getroffen. Bei einem israelischen Angriff auf das Wohngebäude Shahid Chamran Nobonyad nördlich von Teheran wurden mindestens 60 Menschen, darunter 20 Kinder, getötet. Auch aus mehreren anderen iranischen Städten, darunter Isfahan und Täbris, wurden erhebliche Schäden gemeldet.
Nach Angaben des israelischen Militärs und iranischer Medien wurden am 13. Juni unter anderem mehrere hochrangige Vertreter der iranischen Streitkräfte und Wissenschaftler getötet. Dazu zählen der Generalstabschef, der Kommandeur der Revolutionsgarden, der Quds-Brigaden-Kommandeur sowie Nuklearphysiker. Die folgende Tabelle zeigt eine Auswahl von Personen, die von Israel am 13. Juni 2025 getötet wurden:
| Name                  | Funktion / Rang                                                 | Bemerkung                                  | Quelle |
| --------------------- | --------------------------------------------------------------- | ------------------------------------------ | ------ |
| Mohammad Bagheri      | Generalstabschef der iranischen Streitkräfte                    | Höchster Militärführer Irans               | [ 50 ] |
| Hussein Salami        | Kommandeur der Revolutionsgarden (IRGC)                         | Oberkommandierender der IRGC               | [ 50 ] |
| Amir Ali Hadschisadeh | Kommandeur der Luftwaffe der Revolutionsgarden                  | Brigadegeneral                             | [ 50 ] |
| Gholam Ali Raschid    | Kommandeur von Chatam-al-Anbiya                                 | Befehlshaber strategisches Hauptquartier   | [ 50 ] |
| Gholamresa Mehrabi    | General im Generalstab                                          | Führender Militärberater                   | [ 50 ] |
| Mehdi Rabani          | General im Generalstab                                          | Planungs- und Logistikchef                 | [ 50 ] |
| Fereidun Abbassi      | Nuklearphysiker, ehemaliger Leiter des iranischen Atomprogramms | Hochrangiger Wissenschaftler               | [ 51 ] |
| Mohammed Tehrantschi  | Physikprofessor                                                 | Präsident der Islamischen Azad-Universität | [ 51 ] |
| Mohammed Kasemi       | Kommandeur der Revolutionsgarden                                | Geheimdienstchef der Revolutionsgarden     | [ 53 ] |

Ali Schamchani, der bei den im April 2025 begonnenen Verhandlungen mit den USA um das iranische Atomprogramm Chefverhandler für Iran war, überlebte entgegen ersten Todesmeldungen nach iranischen Angaben schwerstverletzt.
Der Kommandeur der Quds Brigaden, Esmail Qaʾani war von der New York Times nach einem Angriff auf ihn ebenfalls zunächst fälschlicherweise für tot erklärt worden, er zeigte sich jedoch am 24. Juni 2025 während einem Waffenstillstand lebend und unverletzt in Teheran bei einer Kundgebung. Israel hatte den Tod nicht bestätigt.
Die folgende Tabelle zeigt Atomanlagen in Iran, die am 13. Juni 2025 durch Angriffe von Israel beschädigt wurden:
| Anlage                           | Lage                           | Funktion                                                                                      | Beschädigung laut Quellenlage |
| -------------------------------- | ------------------------------ | --------------------------------------------------------------------------------------------- | --- |
| Atomanlage Natanz                | Ca. 250 km südlich von Teheran | Urananreicherung, über 10.000 Zentrifugen (ober- und unterirdisch)                            | IAEA bestätigt Schäden. Israel meldet Zerstörung wichtiger Einrichtungen, darunter ein unterirdischer Komplex mit Zentrifugen. Iran spricht von „größtenteils oberflächlichen Schäden“. |
| Atomanlage Fordo                 | Nähe der Stadt Ghom            | Urananreicherung mit bis zu 3.000 Zentrifugen (unterirdisch)                                  | IAEA: Anlage wurde nicht beschädigt. Medien berichten über Explosionen in der Nähe, Flugabwehr wurde aktiviert, Drohne abgeschossen. Keine strukturellen Schäden bestätigt.             |
| Nuklearforschungszentrum Isfahan | Zentrales Iran                 | Uranumwandlung (Yellowcake zu Uranhexafluorid), Uranmetallforschung, Forschungsreaktor im Bau | Israel berichtet von Zerstörung der Anlage zur Herstellung von metallischem Uran sowie von Schäden an Laboren. IAEA: Iran bestätigt einen Treffer.                                      |

Das israelische Militär erklärte, es habe die wichtigste iranische Urananreicherungsanlage in Natanz angegriffen und dabei einen unterirdischen Komplex mit Zentrifugen getroffen. Rafael Grossi, der Leiter der Internationalen Atomenergie-Organisation (IAEO), sagte, es gebe bislang keine Hinweise auf Angriffe auf zwei andere wichtige iranische Atomanlagen, die unterirdische Atomanlage Fordo und die Kernbrennstoffanlage in Isfahan.

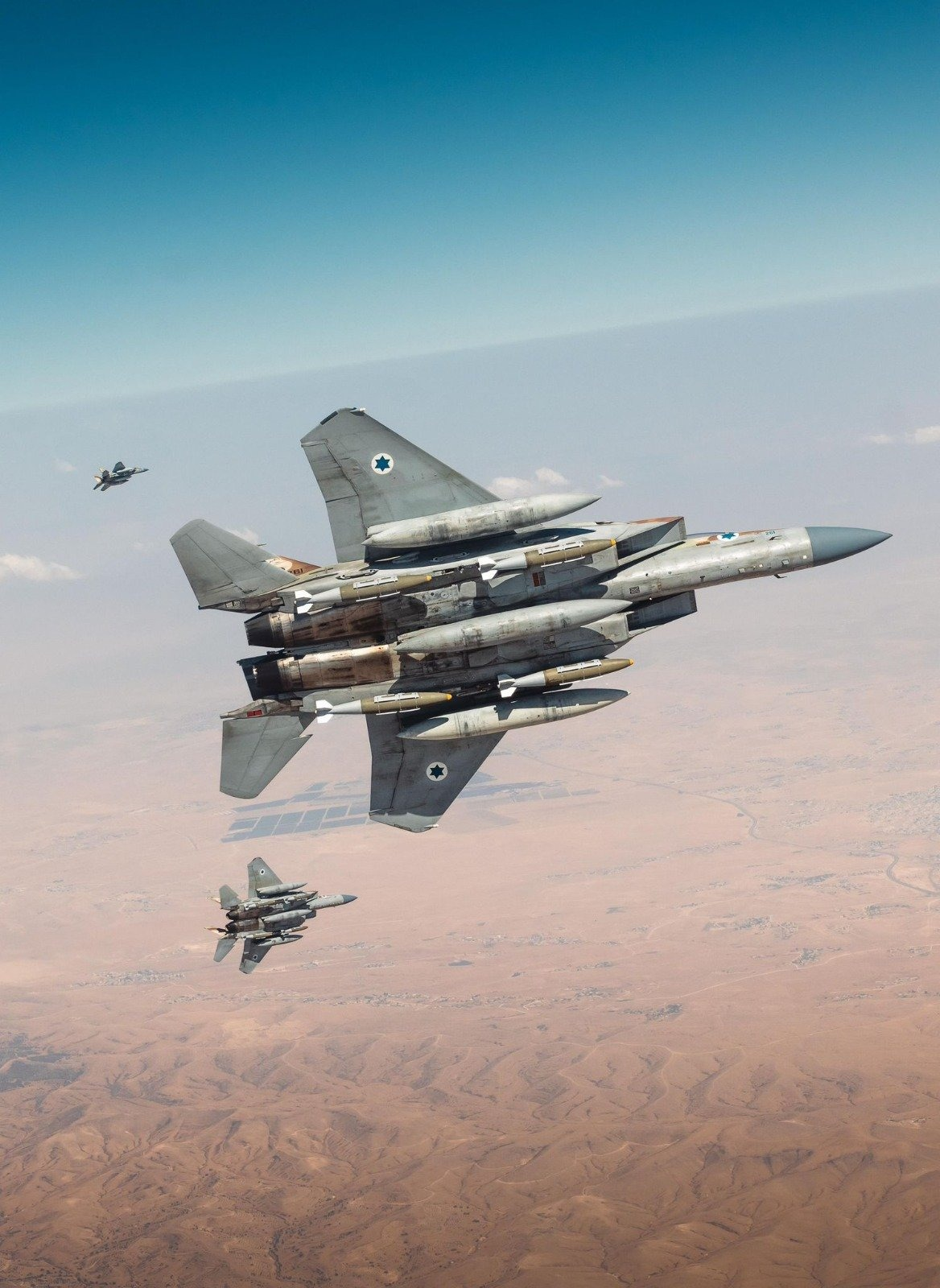
Israelische Luftwaffe während eines Einsatzes im Kontext des Krieges, Juni 2025

Die israelische Regierung rechtfertigte die Angriffe mit der Bedrohung durch das iranische Atomprogramm. Premierminister Netanjahu bezeichnete die nächtlichen Militärschläge lediglich als „Eröffnungsschlag“, die Angriffe werden „so viele Tage andauern, wie es braucht, um diese Bedrohung zu beseitigen.“ US-Außenminister Marco Rubio betonte, die Vereinigten Staaten seien nicht an den Angriffen beteiligt gewesen. Iran reagierte mit zahlreichen Drohnenangriffen, bezeichnete die israelischen Angriffe als „Kriegserklärung“ und rief den UN-Sicherheitsrat auf, einzuschreiten. Israel meldete zudem Raketenangriffe der Huthi aus dem Jemen. Dabei wurden nach israelischen Angaben fünf Menschen im Westjordanland nahe Hebron verletzt.
Am Abend des 13. Juni wurden weitere Angriffe in Iran gemeldet, darunter auch Explosionen in der Nähe der iranischen Atomanlage Fordo und des Nuklearforschungszentrums Isfahan. Nach Angaben des iranischen Gesandten bei den Vereinten Nationen starben durch die israelischen Angriffe 78 Menschen. 320 weitere Personen seien verletzt worden. Die meisten Opfer seien Zivilisten gewesen. Iran verkündete den Start eines Gegenangriffs auf Israel, es seien „Hunderte ballistische Raketen“ abgefeuert worden. Gemäß Fabian Hinz vom International Institute for Strategic Studies startete Iran rund 150 Mittelstreckenraketen der Typen Hadsch Qasem, Kheibar Shekan, Fattah sowie eine unbekannte Anzahl Schahed- und Arasch-Drohnen in Richtung Israel. Ein Großteil dieser konnte mit den Raketenabwehrsystemen Arrow, David’s Sling sowie Iron Dome abgefangen werden. In Tel Aviv und Jerusalem waren Explosionen zu hören, israelische Rettungsdienste meldeten mehrere Einschläge. Nach israelischen Angaben wurden durch die iranischen Gegenangriffe drei Menschen getötet und mehr als 20 Personen verletzt.

### 14. Juni 2025

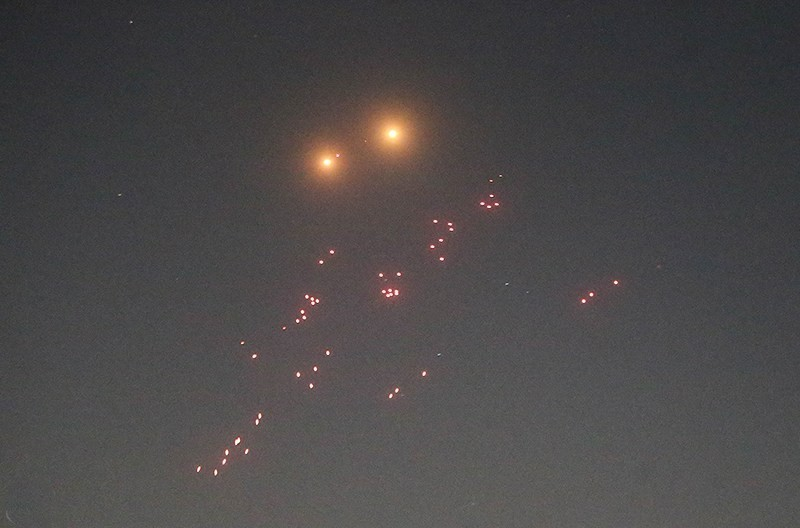
Iranische Flugabwehr über Teheran (14. Juni 2025)

In der Nacht auf den 14. Juni gab es nach Angaben aus beiden Ländern erneut wechselseitige Angriffe. Auf iranischer Seite wurde unter anderem der Flughafen Teheran-Mehrabad getroffen und der Militärflugplatz von Täbris wurde zerstört. Am 14. Juni wurde laut iranischer Nachrichtenmeldungen außerdem das South-Pars-Gasfeld und der Hafen der Stadt Bandar Kangan in der Provinz Buschehr angegriffen.
Am 14. Juni hatte sich die Anzahl der getöteten iranischen Kommandeure nach israelischen Angaben auf über 20 erhöht. Das iranische Gesundheitsministerium sprach am selben Tag von mehr als 800 Verletzten infolge der israelischen Angriffe. In Israel zählte der Rote Davidstern (Magen David Adom) bis zum selben Tag mehr als 200 Verletzte infolge iranischer Luftangriffe.
Axios berichtete unter Berufung auf israelische Beamte, dass die israelische Regierung seit Beginn der Operation versucht hat, die US-amerikanische Regierung zu überzeugen, in die Militäroperation einzusteigen. Nur die US-amerikanischen Streitkräfte verfügen mit der GBU-57 über eine konventionelle Bombe, die möglicherweise die unter Tage liegende Atomanlage Fordo zerstören kann. Nach Ansicht US-amerikanischer Militärs ist jedoch nicht ausgeschlossen, dass die Anlage auch zu tief für die GBU-57 liegt.

### 15. Juni 2025

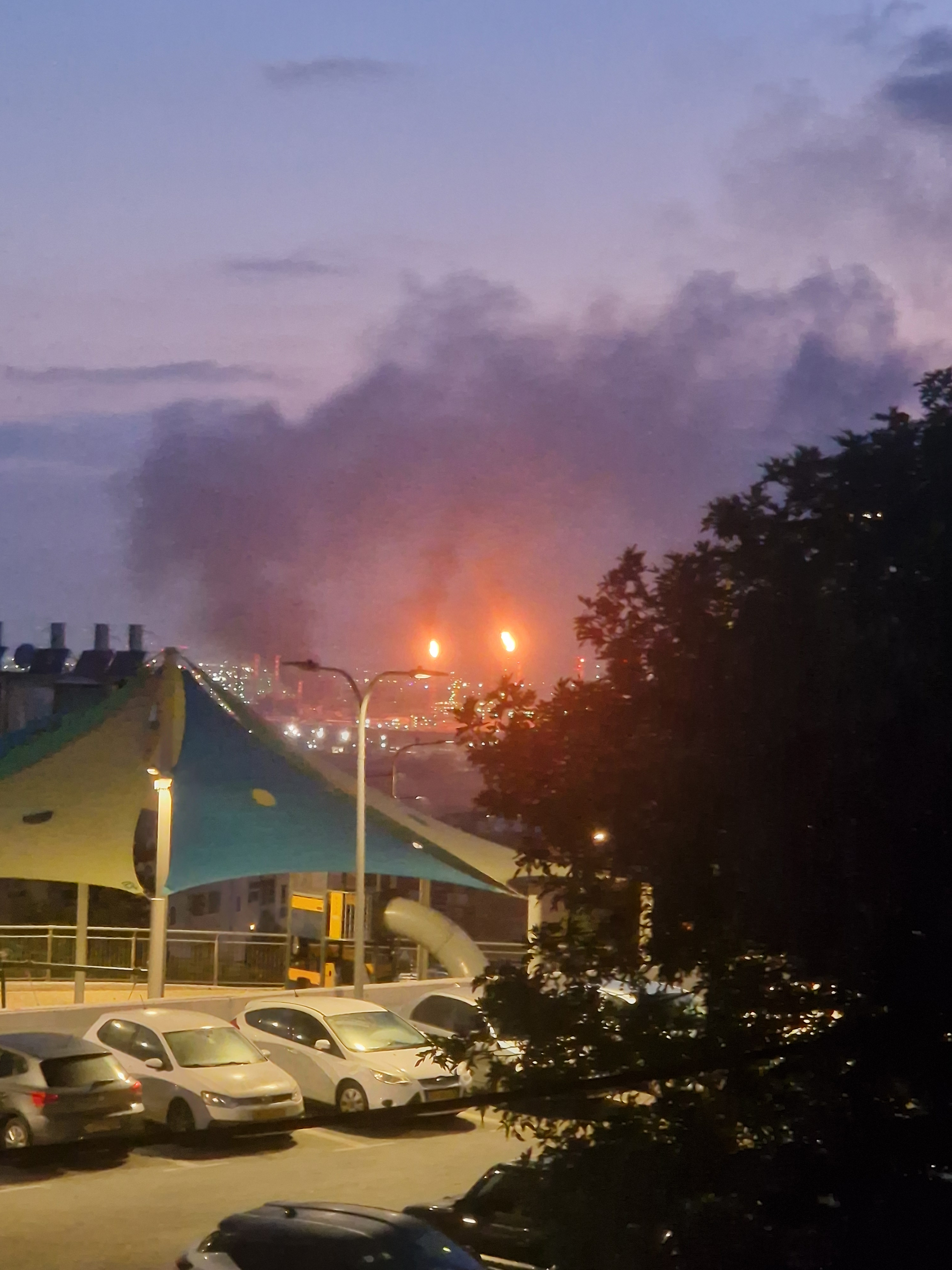
Irans Angriff auf die Ölraffinerien in Haifa in der Nacht vom 15. auf den 16. Juni 2025

Bis zum Morgen des 15. Juni schoss Iran nach israelischen Militärangaben in mehreren Salven hunderte Drohnen und rund 280 ballistische Raketen auf Wohngebiete in Nord- und Zentralisrael, wobei bislang 13 Menschen getötet und Hunderte verletzt wurden. Nach iranischen Angaben wurden bis zum 15. Juni durch die israelischen Militärangriffe 224 Menschen getötet und mehr als Tausend verletzt. Am selben Tag meldeten beide Kriegsparteien die Festnahme von jeweils zwei Spionen. Israel meldete zudem die Tötung des iranischen Geheimdienstchefs der Revolutionsgarden. Diese wiederum erklärten, dass sechs ihrer Generäle getötet worden seien, womit die Anzahl getöteter hoher iranischer Militärs auf mindestens 14 anstieg. Am selben Tag war laut Reuters die Anzahl getöteter iranischer Kernphysiker ebenfalls auf mindestens 14 angestiegen. Staatliche iranische Nachrichtenagenturen behaupteten, es seien in der Hauptstadt fünf Autobomben gezündet worden, zudem habe es Angriffe auf das Verteidigungsministerium, Ölministerium, Einrichtungen des Außenministeriums und auf das Teheraner Polizeigebäude mit mehreren verletzten Polizisten gegeben. Iran reagierte nach israelischen Angaben ebenfalls noch am selben Tag mit einem Angriff auf eine Raffinerie bei Israels größtem Seehafen in Haifa, den es bereits am Vortag angegriffen haben soll.

### 16. Juni 2025
Auch am 16. Juni setzten sich die gegenseitigen Angriffe fort. Israel beschoss die staatliche iranische Rundfunkanstalt, IRIB, was bei dieser eine kurze Sendeunterbrechung zur Folge hatte. In Kermanschah wurde das Farabi-Krankenhaus getroffen, wie iranische Medien sowie der Iranische Rote Halbmond berichteten. Israels Militär berichtete, Abwehrmaßnahmen gegen iranische Raketenangriffe auf Nordisrael eingeleitet zu haben. Die IDF veröffentlichten Infrarotaufnahmen, die die Zerstörung zweier iranischer F-14A-Kampfflugzeuge durch Luft-Boden-Waffen auf dem Gelände des Flughafens Mehrabad in Teheran zeigen.
Gemäß Fabian Hinz vom International Institute for Strategic Studies startete Iran seit dem 13. Juni rund 370 Mittelstreckenraketen der Typen Emad, Sedschil, Hadsch Qasem, Kheibar Shekan, Fattah sowie eine unbekannte Anzahl Shahed- und Arasch-Drohnen in Richtung Israel. Ein Großteil dieser konnte mit den Raketenabwehrsystemen Arrow, David’s Sling sowie Iron Dome abgefangen werden. Nach israelischen Angaben wurden durch die iranischen Gegenangriffe 23 Menschen getötet und mehr als 600 Personen verletzt. Weiter starteten zwei US-Zerstörer aus dem Mittelmeer RIM-161-Standard-Missile-3-Abfangraketen gegen die iranischen Mittelstreckenraketen. Daneben soll sich auch eine in Israel stationierte THAAD-Batterie der United States Army an der Abwehr der iranischen Raketen beteiligt haben.
Die Hisbollah im Libanon, die einst als mächtigster und am besten aufgerüsteter Verbündeter Irans galt, beschränkte sich darauf, die israelischen Angriffe verbal zu verurteilen – laut Experten ein Zeichen für eine Schwächung der Hisbollah.

### 17. Juni 2025

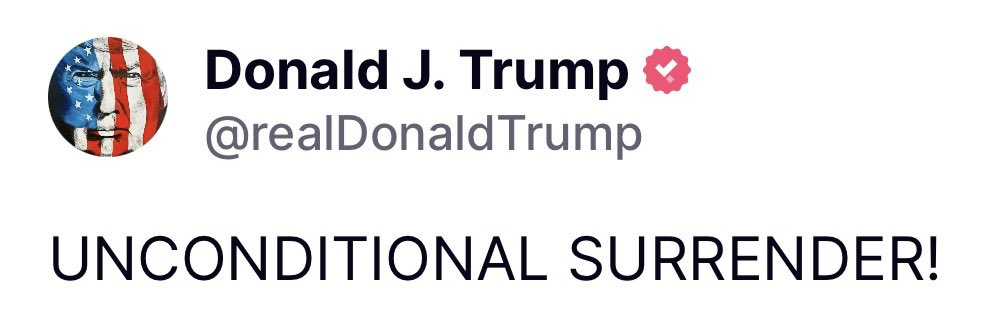
Trumps Beitrag auf Truth Social am 17. Juni: „Bedingungslose Kapitulation!“

US-Präsident Donald Trump forderte auf seiner Social-Media-Plattform Truth Social die Evakuierung von Teheran und erklärte wiederholt, die Angriffe könnten enden, wenn Iran seinen Forderungen nach einer strikten Einschränkung des iranischen Atomprogramms nachkäme.
Nach Angaben der israelischen Streitkräfte wurde Ali Schadmani bei einem nächtlichen Luftangriff auf Teheran getötet. Schadmani galt als ranghöchster militärischer Befehlshaber Irans und befehligte das zentrale Hauptquartier Chatam al-Anbija der Revolutionsgarden. Er war Nachfolger von Gholam-Ali Raschid, der bereits zu Beginn der militärischen Auseinandersetzungen ums Leben gekommen war.
Berichten zufolge wurden seit Beginn des Krieges 40 % der Raketenabschussrampen des iranischen Militärs zerstört, damit hingen auch die schwächer werdenden Raketenangriffe über Israel in den vorherigen zwei Tagen zusammen, nicht wie gelegentlich impliziert mit dem Aufsparen von Geschossen. So wurden laut israelischer Darstellung bei einem zuvor stattgefundenen Angriff lediglich zwei Raketen abgefeuert.
Iran schränkte den Zugriff der Bevölkerung auf das Internet außerhalb Irans ein und vermeldete gleichzeitig israelische Cyberangriffe, von denen zahlreiche abgewehrt worden seien. Am gleichen Tag wurde Regierungsbeamten der Zugriff auf internetfähige Kommunikationsmittel verboten. WhatsApp wurde von der iranischen Regierung beschuldigt, Israel Daten weiterzuleiten, weshalb in Iran ein Aufruf erfolgte, die App zu löschen.
CNN berichtete, laut den US-Geheimdiensten sei Iran aktuell nicht bemüht gewesen, eine Atombombe zu bauen – und selbst wenn, wäre das Land etwa drei Jahre davon entfernt gewesen, eine solche Waffe zu bekommen. Die israelische Regierung und US-Präsident Trump dagegen bestanden darauf, Iran sei „sehr nah dran“ gewesen, eine Atombombe zu entwickeln; Trump widersprach dabei seiner eigenen Geheimdienstkoordinatorin Tulsi Gabbard und erklärte, es sei ihm „egal, was sie gesagt“ habe. Gabbard entgegnete wenige Tage später, dass ihre Aussage durch „unehrliche Medien“ aus dem Kontext gerissen wurde, und veröffentlichte als angeblichen Beleg dafür einen Auszug aus ihrem ursprünglichen Statement.
Auf seiner Plattform Truth Social schrieb Trump, man habe „jetzt die vollständige und totale Kontrolle über den Himmel über dem Iran“, und drohte indirekt dem iranischen Staatsoberhaupt Ali Chamenei, man wisse „genau, wo sich der sogenannte ,Oberste Führer‘ versteckt“ halte. Er sei „ein leichtes Ziel“. Momentan sei Chamenei dort jedoch noch sicher; man werde „ihn nicht ausschalten (töten!), zumindest nicht im Moment“. Trump warnte Iran davor, weitere Raketen abzufeuern, und erklärte: „Unsere Geduld geht langsam zu Ende.“ In einem weiteren Post schrieb Trump „Bedingungslose Kapitulation!“ in Großbuchstaben.
Die USA verlegten im Zuge des Konflikts eine Trägerkampfgruppe ins östliche Mittelmeer, darunter die USS Carl Vinson mit Begleitschiffen und Kampfjet-Staffeln. Eine weitere Gruppe um die USS Nimitz wurde aus dem Pazifik in die Region entsandt.
Laut einem israelischen Militärsprecher wurden erstmals seit Beginn des Krieges militärische Ziele getroffen, die Fähigkeiten der israelischen Streitkräfte seien durch den jüngsten Angriff jedoch nicht eingeschränkt worden. Iran behauptete, das Hauptquartier des Mossad getroffen zu haben. Aufgrund der israelischen Zensurbestimmungen ist derzeit keine Verifizierung der iranischen Angaben möglich.

### 18. Juni 2025
Die israelische Armee führte laut eigenen Angaben mit mehr als 50 Kampfflugzeugen Luftangriffe im Raum Teheran durch. Ziel waren Anlagen zur Herstellung von Zentrifugen für die Urananreicherung sowie Einrichtungen zur Produktion von Raketenkomponenten und Flugabwehrsystemen, die der Beschleunigung des iranischen Atomprogramms dienen sollen. Zudem wurden auf dem Militärflugplatz Kermanschah fünf Kampfhubschrauber des Typs AH-1 angegriffen und zerstört. Wegen der anhaltenden Angriffe verließen Tausende von Menschen Teheran und weitere Großstädte.
Die israelischen Streitkräfte gaben bekannt, dass Iran seit Beginn des Konflikts bislang über 400 ballistische Raketen und rund 1000 Drohnen auf Israel abgefeuert habe. Etwas mehr als 20 ballistische Raketen seien in städtischen Gebieten eingeschlagen, wobei mindestens 24 Menschen getötet und über 500 verletzt wurden. Von den Drohnen hätten weniger als 200 den israelischen Luftraum erreicht, wobei durch diese keine Opfer zu beklagen seien. In Iran wurden Hunderte von Zivilisten durch israelische Luftschläge getötet. Nach Angaben der Menschenrechtsorganisation HRANA sind seit Beginn des Kriegs mindestens 585 Menschen in Iran getötet und mindestens 1326 verletzt worden. Unter den Toten seien mindestens 239 Zivilisten. Verletzt worden seien mindestens 335 Zivilisten in Iran.
Irans Oberster Führer Ali Chamenei äußerte sich erstmals seit Beginn der Angriffe öffentlich. In einer aufgezeichneten Ansprache wies er die Forderung der USA nach einer Kapitulation zurück und sprach von einem „aufgezwungenen Frieden“. Der genaue Aufenthaltsort Chameneis blieb unklar.
Wie das Wall Street Journal unter Berufung auf einen US-Regierungsvertreter berichtete, war Israel zunehmend von Engpässen bei der Verfügbarkeit seiner Arrow-Abfangraketen betroffen.
Das Presseamt der israelischen Regierung veröffentlichte aktualisierte Zensurrichtlinien zur Berichterstattung über erlittene Raketen- und Drohnenangriffe. Die Anordnung verlangt, dass „jede Person, die Drucksachen oder eine Veröffentlichung über den Ort eines Einschlags oder eines Treffers durch feindliches Kriegsmaterial, einschließlich Raketen jeglicher Art und Drohnen, in den Medien oder online (einschließlich sozialer Medien, Blogs und Chats usw.) druckt oder veröffentlicht“, diese vorher der Militärzensur zur Genehmigung vorlegen muss. Dies gelte sowohl für in Israel als auch im Ausland veröffentlichte Medien.
Die iranische Regierung reduzierte die Zugänglichkeit des Internets mit der Begründung, Israel missbrauche das Kommunikationsnetzwerk des Landes für militärische Zwecke. Netblocks meldete basierend auf Echtzeitdaten einen fast vollständigen nationalen Internet-Blackout.

### 19. Juni 2025
Bei einem iranischen Raketenangriff wurde auch das Soroka-Krankenhaus in Beʾer Scheva beschädigt. Mindestens 40 Menschen seien dabei verletzt worden, zwei davon schwer. Israel kündigte Vergeltung an. Iranische Staatsmedien erklärten, der Angriff habe einer benachbarten Militäreinrichtung gegolten. Laut israelischen Medien ist die nächstgelegene Militärbasis allerdings zwei Kilometer entfernt. Iranische Raketen sind laut Tagesspiegel dafür bekannt, „extrem ungenau“ zu sein. Eines der beschädigten Klinikgebäude sei kurz zuvor evakuiert worden. Auch Wohngebäude und Bildungseinrichtungen in Tel Aviv und Umgebung wurden getroffen. Das israelische Militär griff weitere Einrichtungen in Teheran sowie die Urananreicherungsanlage von Natanz und nahe Arak den Schwerwasserreaktor IR-40 an. Die israelischen Streitkräfte hatten zuvor die Zivilbevölkerung in der Umgebung des Atomreaktors zur Evakuierung aufgerufen. Laut iranischen Behörden wurde die Anlage vor dem Angriff geräumt; ein Strahlenrisiko sei nicht gegeben.
Iranische Behörden meldeten die Festnahme mehrerer Personen, die der Unterstützung Israels durch den Bau unbemannter Flugkörper verdächtigt wurden. Nach Angaben des israelischen Militärs waren rund zwei Drittel der iranischen Raketenabschussrampen zerstört, etwa 100 Abschussanlagen seien funktionsfähig. Dagegen erklärte der israelische Regierungschef Netanjahu, dass etwa die Hälfte der iranischen Abschussrampen zerstört seien. Nach den iranischen Raketenangriffen sprach Israels Verteidigungsminister Israel Katz eine kaum verhüllte Todesdrohung gegen Irans Staatsoberhaupt und obersten religiösen Führer Ajatollah Ali Chamenei aus. Ein Diktator wie Chamenei, der an der Spitze eines Landes wie Iran stehe und die Zerstörung Israels zu seiner Aufgabe gemacht habe, dürfe nicht weiter existieren. Die Streitkräfte seien entsprechend angewiesen. Chamenei sei „der moderne Hitler“. Noch am selben Tag widersprach Israels Staatspräsident Jitzchak Herzog, Israel habe nicht die Tötung von Irans Staatsoberhaupt zum Ziel.
Nach Angaben des israelischen Militärs waren rund zwei Drittel der iranischen Raketenabschussrampen zerstört, etwa 100 Abschussanlagen seien funktionsfähig. Dagegen erklärte der israelische Regierungschef Netanjahu, dass etwa die Hälfte der iranischen Abschussrampen zerstört seien.
Die iranischen Revolutionsgarden setzten offenbar erstmals die Feststoffrakete „Sedschil“ ein. Sie ist schneller startbereit, schwerer zu orten als Flüssigkeitsraketen, trägt einen Sprengkopf von bis zu 700 Kilogramm und hat eine Reichweite von mindestens 2000 Kilometern.
Im US-Fernsehsender NBC News erklärte ein israelischer Geheimdienstmitarbeiter, die Abfangquote von iranischen ballistischen Raketen habe sich in den letzten 24 Stunden von ursprünglich 90 % auf nun 65 % reduziert. Auch die Vorwarnzeit habe sich durch hochmoderne und schnellere Raketen verringert, wichtiger jedoch sei es, dass Iran über Navigationssysteme für die Endphase des Angriffs verfügte, welche erlaubten, die ausgesuchten Ziele – wie die Technologiebasis der israelischen Streitkräfte in Beʾer Scheva, die als Computersicherheitsdirektion der israelischen Armee dient – präzise zu treffen. Der Angriff mit einer einzigen ballistischen Rakete konnte nicht abgefangen werden und traf die Anlage. Auch eine Geheimdiensteinrichtung der Unit 8200 im Negev Advanced Technologies Park, die als Zentrum der Cyberabwehrdirektion dient, wurde von einem Raketenangriff getroffen.

Übersichtskarte: Türkei (grün) und Iran (orange) im Kontext der Fluchtbewegungen

Im Zuge der israelischen Angriffe kam es zur Flucht zahlreicher Iraner in den Norden des Landes, wo die Unterbringungskapazitäten bereits erschöpft waren. Nur wenige Menschen durften die iranisch-türkische Grenze passieren. Das Internet in Iran wurde zunächst „stark gedrosselt“ und dann „quasi komplett abgeschaltet“. Im Ausland gehostete Online-Dienste seien nicht mehr abrufbar gewesen. Die USA reduzierten aus Sicherheitsgründen ihre Militärpräsenz auf dem Stützpunkt Al Udeid in Katar. Israel warf Iran den Einsatz international geächteter Streumunition bei den jüngsten Angriffen vor. Es waren jedoch iranischen Raketen mit mehreren Sprengköpfen gewesen, die beim Aufprall explodiert seien.

### 20. Juni 2025
Israel griff in der Nacht Ziele in Teheran an, darunter Raketenanlagen und die Zentrale der SPND, einer Organisation zur Entwicklung militärischer Nukleartechnik. Zuvor hatten iranische Raketen die Stadt Beʾer Scheva getroffen. In Teheran und weiteren iranischen Städten versammelten sich laut staatlichem Fernsehen zahlreiche Menschen nach dem Freitagsgebet zu Protesten gegen die israelischen Angriffe und eine mögliche US-Intervention. Dabei wurden auch Bilder getöteter Kommandanten sowie iranische Fahnen, Palästinas und der Hisbollah gezeigt.
Vertreter Deutschlands, Frankreichs, des Vereinigten Königreichs und der Europäischen Union, darunter EU-Außenbeauftragte Kaja Kallas, führten in Genf ein mehrstündiges Gespräch mit dem iranischen Außenminister Abbas Araghtschi. Dabei wurde eine grundsätzliche Gesprächsbereitschaft der iranischen Seite deutlich, jedoch unter der Bedingung eines Endes der israelischen Angriffe. Die europäische Seite betonte die Bedeutung einer Beteiligung der Vereinigten Staaten an weiteren diplomatischen Bemühungen.
Der Chef der Weltgesundheitsorganisation Tedros Adhanom Ghebreyesus forderte Israel und Iran auf, Gesundheitseinrichtungen und deren Mitarbeitern Schutz zu gewähren. Sowohl in Israel als auch in Iran seien im Laufe der Woche Krankenhäuser getroffen worden.
Der Schweizer Außenminister Ignazio Cassis gab die vorübergehende Schließung der Botschaft in Teheran bekannt.

### 21. Juni 2025
Bei einem israelischen Luftangriff auf die iranische Atomanlage in Isfahan sollen nach Angaben der israelischen Armee rund 150 Bomben abgeworfen worden sein. Nach Informationen der halboffiziellen iranischen Nachrichtenagentur Mehr kam es auch in Teheran zu einem Luftschlag, bei dem der Nuklearwissenschaftler Isar Tabatabai-Qamscheh und seine Ehefrau getötet worden seien. Laut israelischen Angaben griff die Armee auch militärische Einrichtungen im Südwesten Irans an. In Ahwas, der Hauptstadt der ölreichen Provinz Chuzestan, berichteten iranische Medien von schweren Explosionen. Iran feuerte seinerseits mehrere Raketen auf Israel. Eine davon traf ein Gebäude des Weizmann-Instituts für Wissenschaften in Rechovot; ein weiteres, noch ungenutztes Gebäude wurde zerstört.
Das israelische Militär meldete außerdem gezielte Tötungen hochrangiger Mitglieder der iranischen Revolutionsgarden. Darunter waren Said Isadi, Kommandeur des Palästina-Korps der Quds-Einheit, Behnam Schahrijari, Leiter der Einheit 190, und Aminpur Dschudaki, Verantwortlicher für das Drohnenprogramm. Der iranische Regierungsberater Ali Laridschani kritisierte den IAEA-Generaldirektor Rafael Grossi und drohte mit Konsequenzen nach einem möglichen Kriegsende. Das Auswärtige Amt verlegte angesichts der angespannten Sicherheitslage den Betrieb der deutschen Botschaft in Teheran vorübergehend ins Ausland.

### 22. Juni 2025 – Intervention der Vereinigten Staaten

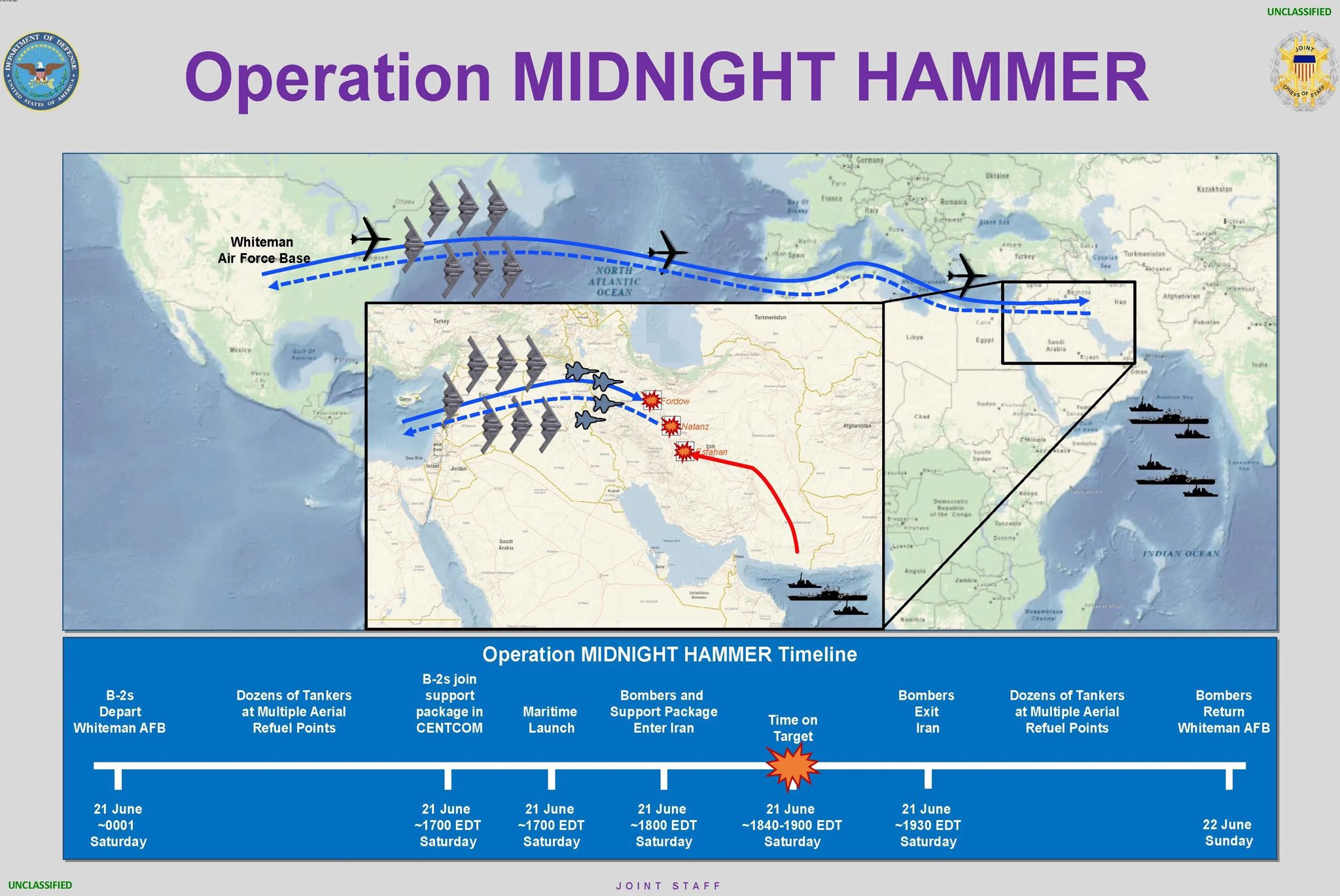
Zeitlicher Ablauf der militärischen Operation „Midnight Hammer“

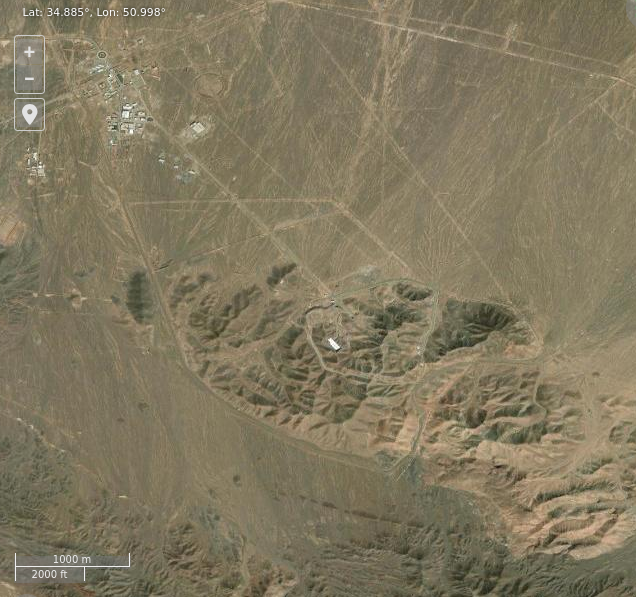
Satellitenbild der iranischen Atomanlage Fordo, die von US-amerikanischen Streitkräften angegriffen wurde

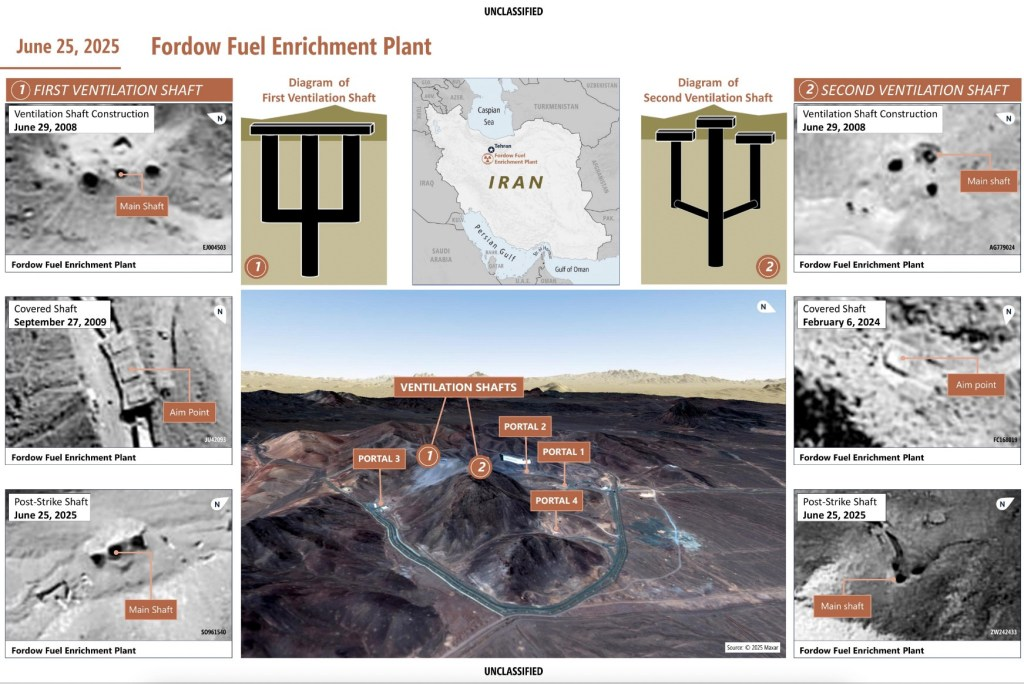
Grafik des Pentagon mit der Anordnung der Lüftungsschächte der iranischen Atomanlage Fordo und den durch den Angriff verursachten Schäden.

In den frühen Morgenstunden flog die United States Air Force Luftangriffe unter dem Codenamen Operation Midnight Hammer auf die iranischen Atomanlagen in Fordo, Natanz und Isfahan. US-Präsident Trump sagte in einer Ansprache an die Nation, das Ziel sei die Zerstörung der iranischen Kapazitäten zur Urananreicherung und die Beendigung der nuklearen Bedrohung durch den „weltweit größten staatlichen Sponsor des Terrors“ gewesen. Laut Trump wurden die Anlagen komplett zerstört. Er drohte Iran mit weiteren Angriffen, sollte das Land nicht zu einem diplomatischen Weg zurückkehren. Die Angriffe auf die drei Anlagen wurden von iranischer Seite bestätigt. Ein Vertreter der US-Regierung erklärte gegenüber Medien, sechs in Missouri gestartete Northrop B-2-Bomber hätten zwölf 13,6-Tonnen-Bunkerbrechende Bomben vom Typ GBU-57 auf die tief unter der Erde liegende Atomanlage Fordo abgeworfen. Um möglichst tief einzudringen, wurde der Hauptluftschacht als Bombenzugang gewählt. 
Zudem hätten U-Boote der US Navy 30 Tomahawk-Marschflugkörper auf die Anlagen in Natanz und Isfahan abgefeuert. Ein weiterer B-2-Bomber habe außerdem zwei Bunkerbrecher-Bomben auf Natanz abgeworfen.
Laut dem US-Verteidigungsministerium waren an dem koordinierten Angriff insgesamt rund 125 Flugzeuge beteiligt, darunter sieben B-2-Bomber, mehrere Tankflugzeuge sowie Aufklärungs- und Unterstützungsmaschinen. Die Hauptformation der B-2-Bomber startete gegen Mitternacht (Ortszeit) von der Whiteman Air Force Base in Missouri und flog unter weitgehender Funkstille insgesamt etwa 37 Stunden lang. Zur Wahrung des Überraschungsmoments absolvierte eine separate Gruppe von B-2-Bombern ein Ablenkungsmanöver über dem Pazifik. Die tatsächliche Angriffsroute führte über Gibraltar, das östliche Mittelmeer sowie israelischen, jordanischen und irakischen Luftraum nach Iran.
Wenige Minuten vor dem Eintreffen der Bomber feuerte ein im Golf von Oman stationiertes US-amerikanisches U-Boot 30 Tomahawk-Marschflugkörper auf Ziele in Isfahan und Natanz. Der anschließende Luftschlag auf die Urananreicherungsanlagen in Fordo und Natanz erfolgte offenbar ohne Gegenwehr seitens der iranischen Luftverteidigung. Nach Angaben des Pentagon kamen erstmals in einem Kampfeinsatz bunkerbrechende GBU-57-Bomben mit einem Gefechtsgewicht von 13,6 Tonnen zum Einsatz. Diese können ausschließlich von B-2-Bombern abgeworfen werden. Insgesamt wurden 14 dieser Bomben eingesetzt. Der gesamte Angriff dauerte etwa 25 Minuten (Angriffsbeginn: 21. Juni, ca. 18:40 UTC-4; Angriffsende: 21. Juni, ca. 19:00 UTC-4). Beobachter werteten die Luftangriffe als einen Kriegseintritt der USA.
- Stellungnahme von US-Präsident Donald Trump nach den US-amerikanischen Militärschlägen gegen Iran am 21. Juni 2025 (22. Juni MEZ)
- Eine B-2 vor und nach ihrem Einsatz im Rahmen der Operation Midnight Hammer auf der Whiteman Air Force Base in Missouri.

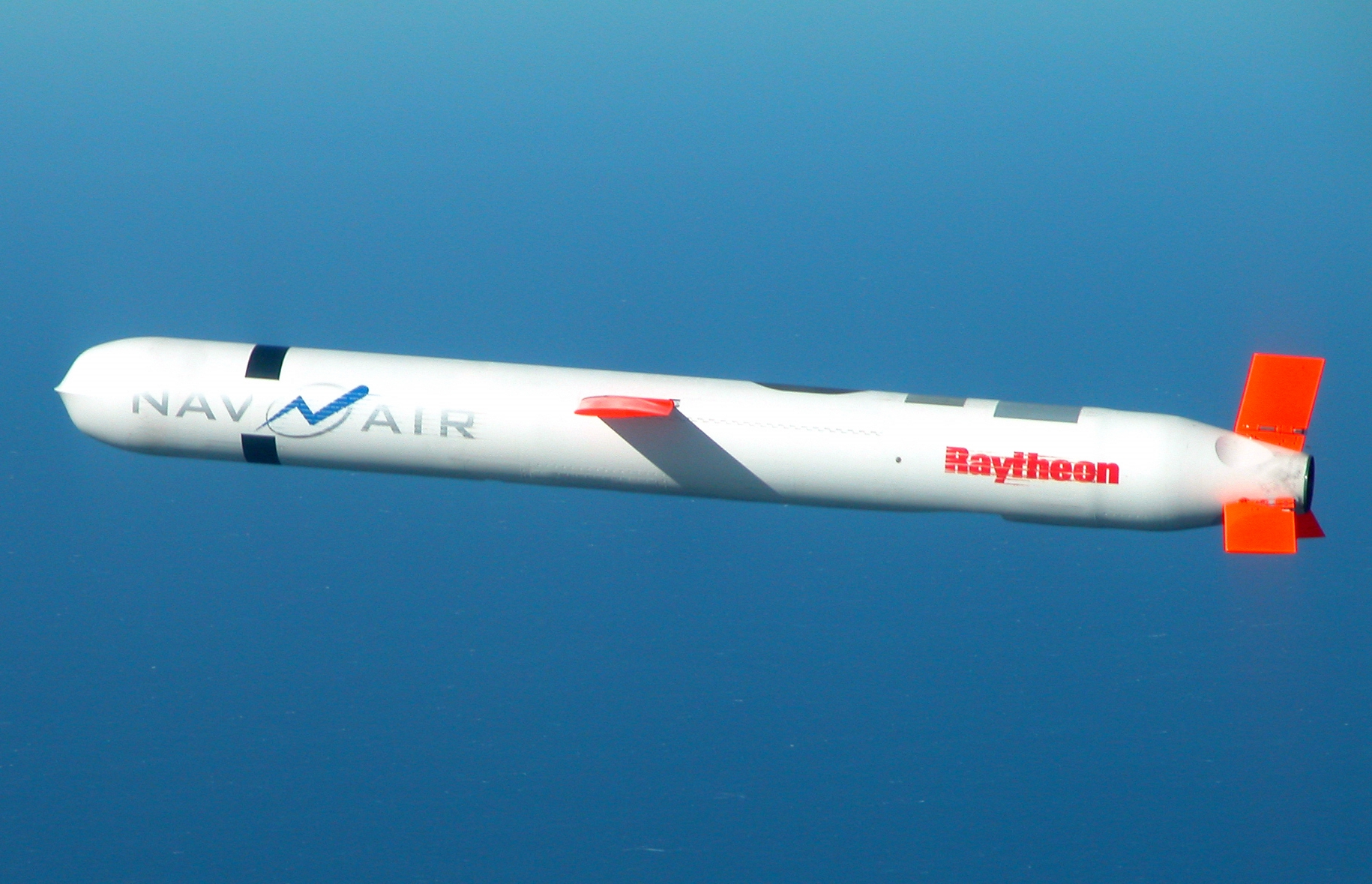
Tomahawk-Marschflugkörper BGM-109
- Eine B-2 übt den Abwurf von zwei GBU-57 MOP (Massive Ordnance Penetrator) Bomben

Nach Angaben von US-General Dan Caine verschloss Iran unmittelbar vor den Angriffen Belüftungsschächte der unterirdischen Atomanlage Fordo mit massiven Stahlbetonplatten, offenbar in der Absicht, die Verwundbarkeit der Anlage zu reduzieren. Diese Schutzmaßnahme konnte laut Caine jedoch von den eingesetzten bunkerbrechenden Bomben durchdrungen werden.
Die israelischen Streitkräfte (IDF) meldeten Präventivschläge gegen iranische Raketenabschussvorrichtungen. Dem staatlichen Rundfunk Irans zufolge wurden etwa 30 Raketen auf Israel abgefeuert. Dadurch wurden in Tel Aviv nach israelischen Angaben mindestens 86 Menschen verletzt. Die IDF meldeten daraufhin, erneut Angriffe auf militärische Ziele in Iran geflogen zu haben. Nach Angaben der israelischen Streitkräfte griff die Luftwaffe zudem den Flughafen Dezful im Westen Irans an und zerstörte dabei zwei F-5-Kampfflugzeuge. 
Der Status des iranischen Uranbestands ist nach der US-Militärintervention unbekannt. Hochrangige US-Beamte räumten ein, nicht zu wissen, wo sich der Bestand an hochangereichertem Uran derzeit befindet. Laut IAEO-Generaldirektor Rafael Grossi war das Material etwa eine Woche vor den israelischen Angriffen zuletzt gesehen worden. Geheimdienstkreisen zufolge verlegte Iran vor den Angriffen etwa 400 kg auf 60 % angereichertes Uran.
Laut New York Times und CNN kam ein Geheimbericht der Defense Intelligence Agency zu der Einschätzung, die unterirdische Atomanlagen in Fordo seien nicht zerstört und Iran sei nur um einige Monate zurückgeworfen worden. Die Zugänge seien verschüttet und die elektrische Infrastruktur schwer beschädigt, aber die unterirdischen Anlagen seien weitgehend intakt. Für eine dauerhafte Zerstörung der Anlagen müssten wiederholte Angriffe erfolgen. Laut dem Geheimbericht soll ein Großteil des angereicherten Urans vor den Angriffen an andere Standorte gebracht worden sein. Iran betreibe inzwischen zusätzlich kleinere Anreicherungsanlagen.
Der britische Wirtschafts- und Handelsminister Jonathan Reynolds sagte, die Regierung des UK sei vor den US-Angriffen informiert worden.
Laut einem unbestätigten Bericht von Amwaj.media soll die Trump-Regierung Teheran vorab über die US-Angriffe informiert haben. Am 21. Juni 2025 sei die Mitteilung von einer dritten Partei übermittelt worden. Die USA würden keine offene Konfrontation anstreben, sondern lediglich beabsichtigen, die Anlagen in Fordo, Isfahan und Natanz anzugreifen. Dem Bericht zufolge wurden die angegriffenen Anlagen evakuiert und die iranischen Vorräte an angereichertem Uran an sicheren Orten aufbewahrt. 
Die Trump-Regierung übermittelte zudem die Bedingungen für ein diplomatisches Abkommen: Iran sollte auf das Recht auf eine Urananreicherung für zivile Nutzung, wie im JCPOA verhandelt, verzichten.
Einem Bericht der Washington Post zufolge wurden abgehörte Kommunikation und Gespräche hochrangiger iranischer Regierungsvertreter analysiert, in denen die durchgeführten militärischen Angriffe auf iranische Nuklearanlagen als weniger zerstörerisch bewertet wurden als ursprünglich angenommen. Innerhalb dieser Gespräche erörterten die Offiziellen mögliche Ursachen für das vergleichsweise geringe Ausmaß der physischen Schäden und reflektierten kritisch die operative Effektivität der Luftschläge. Die zugrundeliegenden Informationen basieren auf geheimdienstlichen Erkenntnissen, die innerhalb der US-Regierung und verbündeter Nachrichtendienste kursierten. Als potenzielle Erklärungsansätze für die eingeschränkte Wirkung der Angriffe wurden unter anderem technische Gegenmaßnahmen der iranischen Verteidigung, Ungenauigkeiten in der Zielidentifikation sowie eine bewusste Einschränkung der Angriffsstärke durch die ausführenden Kräfte diskutiert.

### 23. Juni 2025 – Iranischer Raketenangriff auf US-Militärstützpunkt

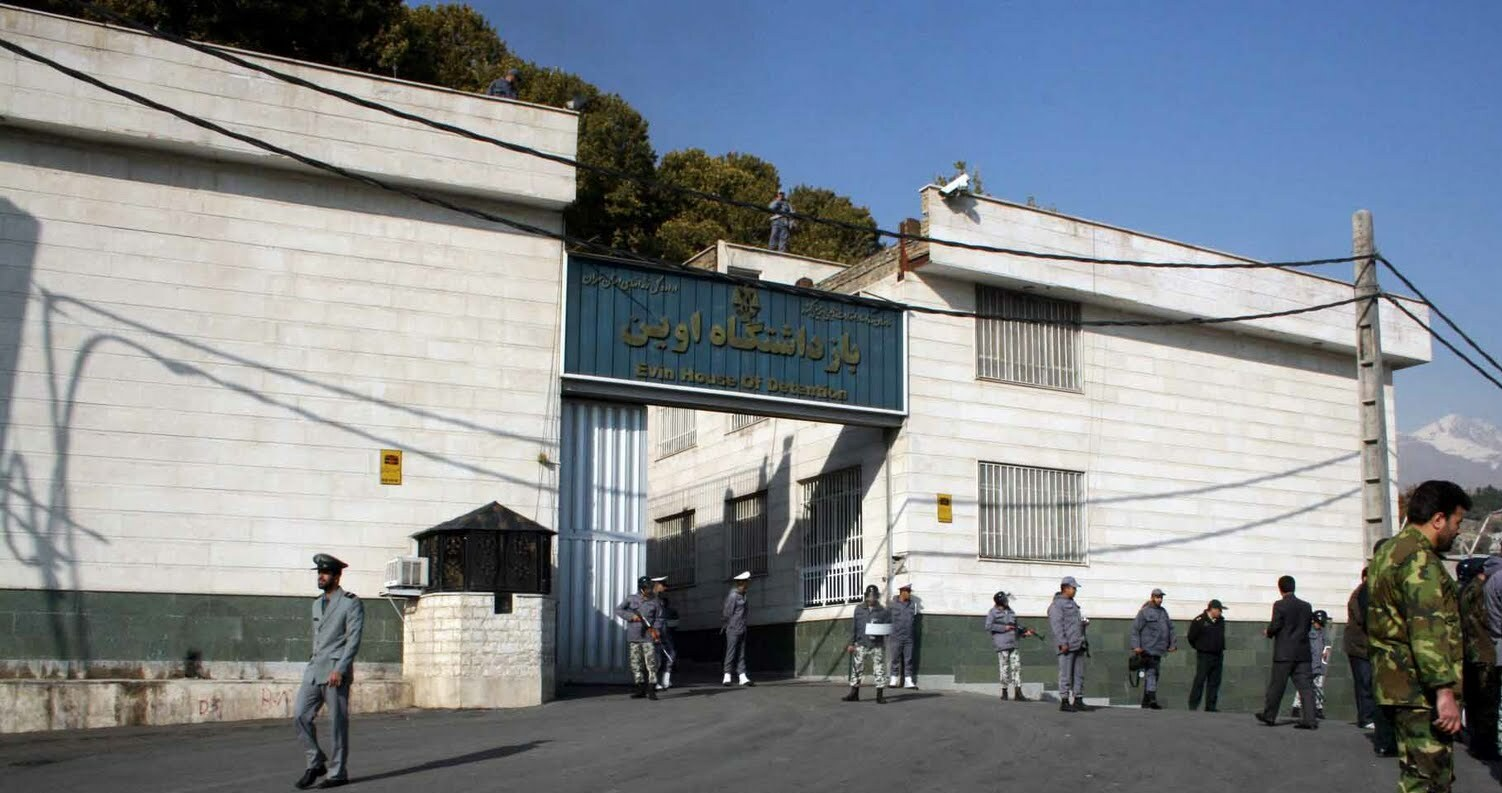
Archivbild des Eingangs des Evin-Gefängnisses in Teheran

Israel griff das für die Inhaftierung westlicher Staatsangehöriger und Doppelstaatler bekannte Evin-Gefängnis in Teheran an, welches zum Teil von der Revolutionsgarde betrieben wird und seit Langem im Fokus internationaler Kritik und Sanktionen steht. Die Times of Israel äußerte die Vermutung, Israel habe Gefangenen die Flucht ermöglichen wollen. Laut dem staatlichen iranischen Nachrichtensender Fars gab es einen Einschlag am Zugang des Gefängnisses. Dabei soll eine Drohne oder ein projektilartiges Geschoss mit begrenzter Sprengkraft gezielt auf die Eingangstür eingesetzt worden sein. Iran behauptete eine Woche später, dass dabei mindestens 71 Menschen getötet wurden.
Das Video, das in sozialen Netzwerken kursierte und eine Explosion am Zugang zeigen sollte, stellte sich später als Fälschung heraus und wird im Kontext digitaler Manipulation und Propaganda eingeordnet (→ siehe Abschnitt Digitale Manipulation und Propaganda).
Die iranische Nachrichtenagentur Tasnim berichtete zudem von einem Angriff auf ein im Stadtteil Evin gelegenes Stromzuführungswerk. Der Energieversorger Tavanir meldete, es sei infolgedessen in mehreren Stadtteilen zu Stromausfällen gekommen. Israel bombardierte nach den amerikanischen Luftangriffen die Zugangsstraßen zu der Atomanlage in Fordo, um deren Erreichbarkeit zu erschweren.
Als Reaktion auf die US-Luftangriffe griff Iran seinerseits den US-Militärstützpunkt Al-Udeid, das vorgeschobene Hauptquartier des United States Central Command, mit Raketen an. Die iranische Führung stellte den Angriff als Vergeltung dar, informierte jedoch vorab die USA und Katar. US-Präsident Trump bestätigte, Washington sei von Teheran vorgewarnt worden. Dafür danke er Iran, es habe keine Verletzten oder Toten gegeben. Der Stützpunkt beherbergte rund 10.000 Soldaten. Vielleicht könne es jetzt Frieden und Harmonie im Nahen Osten geben – er werde Israel auch mit Nachdruck ermuntern, das ebenfalls zu tun.
In einer ersten Welle startete Iran sieben ballistische Raketen gegen Al-Udeid. In einer zweiten Welle wurden zwölf ballistische Raketen gegen Katar gestartet. Laut der katarischen Regierung konnten bis auf eine Rakete alle mit dem Flug- und Raketenabwehrsystem MIM-104 Patriot abgefangen werden; es habe weder Verletzte noch Tote gegeben. Bei dem Angriff auf den Stützpunkt wurde eine geodätische Kuppel zerstört, die ein Satellitenkommunikationssystem schützte. Satellitenbilder zeigten, dass die Struktur nach dem Angriff nicht mehr vorhanden war. An einem nahegelegenen Gebäude waren Brandspuren erkennbar, während der übrige Stützpunkt weitgehend unversehrt blieb. Katar sowie mehrere arabische Länder wie Jordanien, Ägypten und Saudi-Arabien verurteilten den iranischen Angriff. Für die Abwehrmaßnahmen sperrte Katar seinen Luftraum kurzzeitig.

### 24. Juni 2025 – Beginn einer Waffenruhe

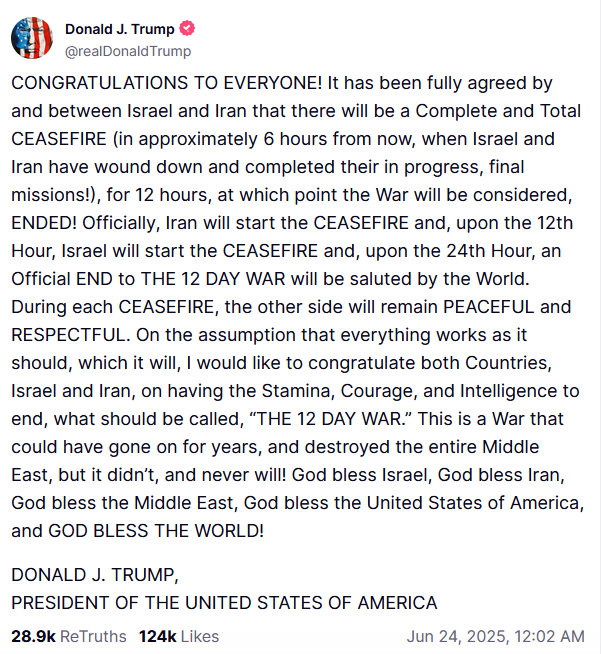
Trumps Truth Social-Post, in dem er den Waffenstillstand erklärt

Es kam auf zwei Stützpunkten im Irak zu Drohnenangriffen unbekannter Herkunft, bei denen jeweils ein Radarsystem beschädigt wurde.
Beim israelischen Luftangriff auf das Haus des Nuklearwissenschaftlers Mohammed-Resa Sedighi am Morgen wurden neben dem Wissenschaftler 18 Familienmitglieder, darunter Kinder, Frauen und Ältere, getötet.
Um Mitternacht gab US-Präsident Trump bekannt, Iran und Israel hätten sich auf einen Waffenstillstand geeinigt, der am Morgen (um etwa sechs Uhr MESZ) in Kraft treten werde. Der iranische Außenminister Abbas Araghtschi widersprach, erklärte jedoch, man sei für eine Waffenruhe bereit, falls Israel seine Kampfhandlungen bis vier Uhr iranischer Zeit einstelle. Der israelische Ministerpräsident Benjamin Netanjahu bestätigte, man habe den Vorschlag angenommen, denn Israel habe alle Ziele erreicht. Israel meldete wenige Stunden vor Beginn der angekündigten Waffenruhe einen iranischen Raketenangriff, der mindestens drei Personen getötet und sechs verletzt habe und griff daraufhin iranische Raketenwerfer an. Wenige Stunden später bezichtigte Israel Iran der Verletzung des Waffenstillstandes und kündigte erneute Luftschläge an. Trump äußerte sich vor seinem Abflug zum NATO-Gipfel wegen der gegenseitigen Angriffe ungehalten. Darauf hielt die Waffenruhe für den Rest des Tages.
Bis zum Beginn der Waffenruhe startete Iran OSINT-Quellen zufolge schätzungsweise 547 ballistische Raketen gegen Ziele in Israel. Ersten Schätzungen zuvolge konnten rund 80 bis 90 % dieser Raketen mit Raketenabwehrsystemen abgefangen werden. Zu diesem Zweck verwendeten die Israelischen Verteidigungsstreitkräfte rund 9 Arrow 2, 34 Arrow 3 sowie eine unbekannte Anzahl Abfangraketen der Systeme David’s Sling und Iron Dome. Daneben starteten die Streitkräfte der Vereinigten Staaten eine unbekannte Anzahl Abfangraketen RIM-161-Standard-Missile-3 sowie 150 vom Typ THAAD. Dies entspricht rund 25 % des THAAD-Bestandes der Vereinigten Staaten.
NATO-Generalsekretär Mark Rutte lobte US-Präsident Trump in einer privaten Nachricht für dessen Vorgehen. Besonders würdigte er den Befehl zu den Angriffen auf iranische Nuklearanlagen, den er als „außergewöhnlich“ und „mutig“ bezeichnete. Es sei eine Entscheidung gewesen, die sich kaum jemand sonst getraut hätte, und habe zur Sicherheit aller beigetragen. Trump veröffentlichte die Nachricht. Die Tagesschau berichtete, innerhalb der NATO sei die Nachricht Ruttes als Versuch gewertet worden, Trumps Unterstützung für das Bündnis – auch angesichts seiner bisherigen Zweifel an der
Beistandsverpflichtung – zu sichern.

## Weiterer Verlauf

### 25. Juni 2025
Mossad-Chef David Barnea bezeichnete Israels verdeckte Operation in Iran als „historisch“ und bedankte sich öffentlich bei der CIA für die enge Zusammenarbeit. Mossad-Agenten wurden tief in Iran eingesetzt, wo sie eine geheime Drohnenbasis einrichteten. Mit ferngesteuerten Sprengdrohnen wurden Ziele wie Boden-Luft-Raketen angegriffen und die iranische Luftverteidigung und Raketenabwehr geschwächt. Barnea lobte die Beteiligung der Mossad-Agenten und unterstrich die Bereitschaft des Mossad, zukünftige Bedrohungen weiterhin proaktiv zu bekämpfen. Generalstabschef Eyal Zamir erklärte, die militärische Kontrolle über den iranischen Luftraum sei vollständig hergestellt worden. Das iranische Nuklearprogramm sei durch die kombinierten Angriffe schwer beschädigt und um Jahre zurückgeworfen worden. Laut einer Erklärung der CIA deutet „eine Reihe glaubwürdiger Geheimdienstinformationen“ darauf hin, dass das iranische Atomprogramm durch die jüngsten Angriffe schwer beschädigt wurde. Erkenntnissen einer „historisch zuverlässigen und präzisen Quelle“ zufolge wurden mehrere zentrale iranische Atomanlagen zerstört und ihr Wiederaufbau werde Jahre dauern.

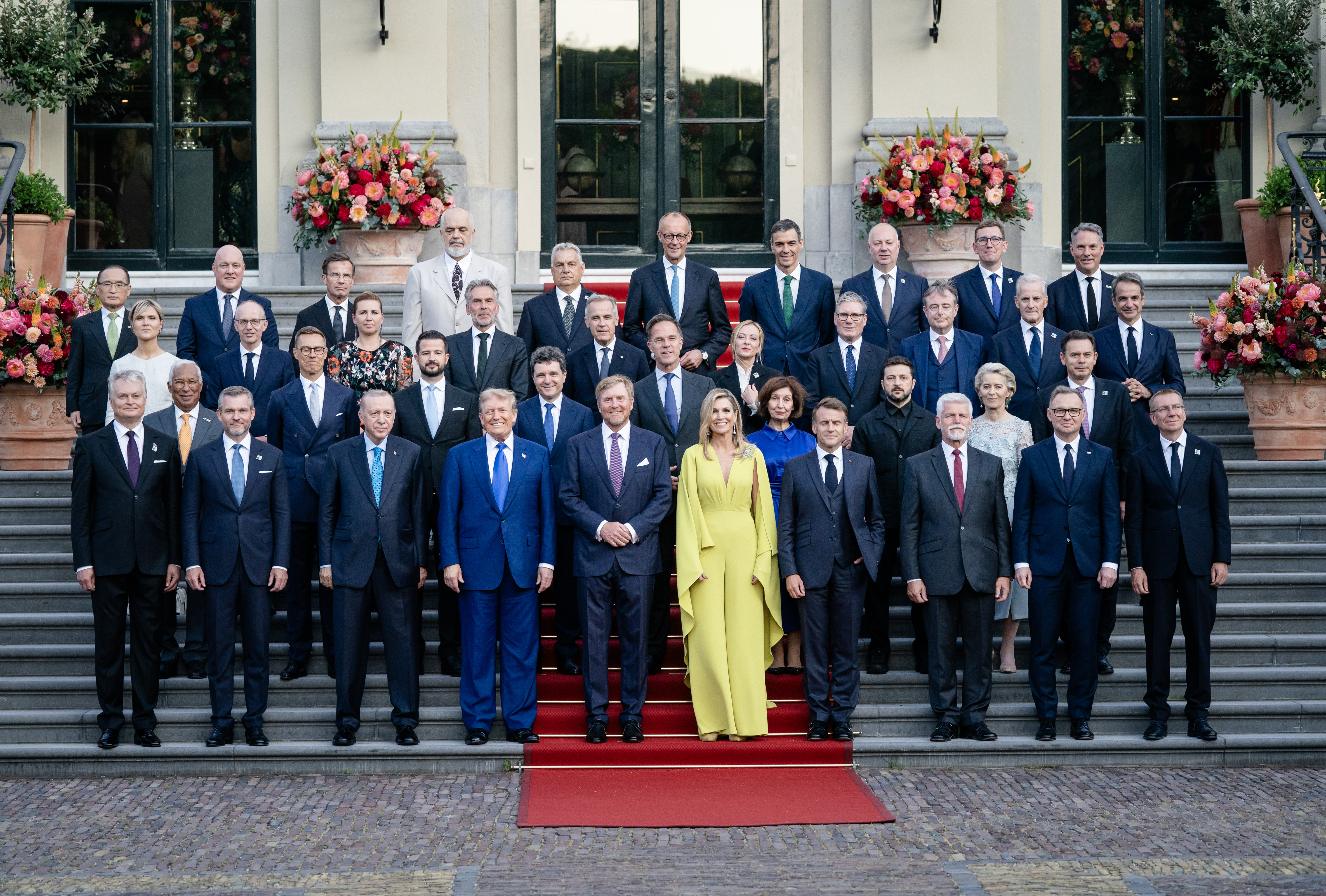
Teilnehmer beim Abendessen im Palast Huis ten Bosch während des NATO-Gipfels 2025 in Den Haag

Beim NATO-Gipfel in Den Haag wies US-Präsident Trump Berichte über eine begrenzte Wirkung der US-Angriffe gegen Iran entschieden zurück. US-Medien hatten unter Berufung auf den militärischen Nachrichtendienst der Vereinigten Staaten Defense Intelligence Agency berichtet, die Zerstörung infolge des Angriffs sei geringer ausgefallen, als zunächst angenommen. Trump erklärte hingegen, man habe „wirklich mit ganzer Macht zugeschlagen“, das System sei „zusammengebrochen – eine Katastrophe“. Die Wirkung der Angriffe verglich er mit den Atombombenabwürfen auf Hiroshima und Nagasaki.
Die IAEA forderte einen schnellen Zugang zu den betroffenen iranischen Standorten, um das Ausmaß der Zerstörungen zu erfassen und verbleibende Vorräte an angereichertem Uran unabhängig überprüfen zu können. Der IAEA-Generaldirektor Rafael Grossi bezeichnete dies als oberste Priorität. Bereits Mitte Juni hatte Iran Schutzmaßnahmen für nukleares Material an die Behörde übermittelt, was als Hinweis darauf interpretiert wurde, dass relevante Bestände weiterhin vorhanden sein könnten. Gleichzeitig leitete das iranische Parlament ein Verfahren zur möglichen Aussetzung der Zusammenarbeit mit der IAEA ein, das noch von weiteren politischen Gremien bestätigt werden musste. Iran warf der Behörde mangelnde Unparteilichkeit und politische Voreingenommenheit vor.
Die Reaktionen auf internationaler Ebene fielen unterschiedlich aus. Während China seine strategische Partnerschaft mit Iran bekräftigte und sich für eine Stabilisierung der Region aussprach, forderten westliche Staaten eine Rückkehr an den Verhandlungstisch. Menschenrechtsorganisationen wiesen auf die hohe Zahl ziviler Opfer durch die Angriffe hin. Die US-amerikanische Menschenrechtsorganisation Human Rights Activists (HRA) berichtete, dass bei den israelischen Angriffen auf Iran mehr als 1.000 Menschen ums Leben kamen. Mindestens 1.054 Personen seien getötet worden und etwa 4.500 verletzt, darunter 417 Zivilisten und 318 Angehörige der Sicherheitskräfte.
Im Gefängnis der westiranischen Stadt Urmia wurden drei Männer wegen Spionage für Israel gehängt. Nach Angaben der staatsnahen Nachrichtenagentur Tasnim wurde ihnen vorgeworfen, im Auftrag des israelischen Geheimdienstes Attentate vorbereitet und die Ermordung prominenter Persönlichkeiten geplant zu haben. Das oppositionelle Medium Iran International berichtete, dass die iranische Regierung mit den Hinrichtungen den Eindruck erwecken wolle, die Männer hätten Israel im Krieg unterstützt. Tatsächlich beziehen sich die Vorwürfe jedoch auf Ereignisse aus dem Jahr 2020, als der israelische Geheimdienst Mossad den führenden Experten Mohsen Fachrisadeh tötete, der als zentrale Figur im iranischen Atomprogramm galt.

### 26. Juni 2025

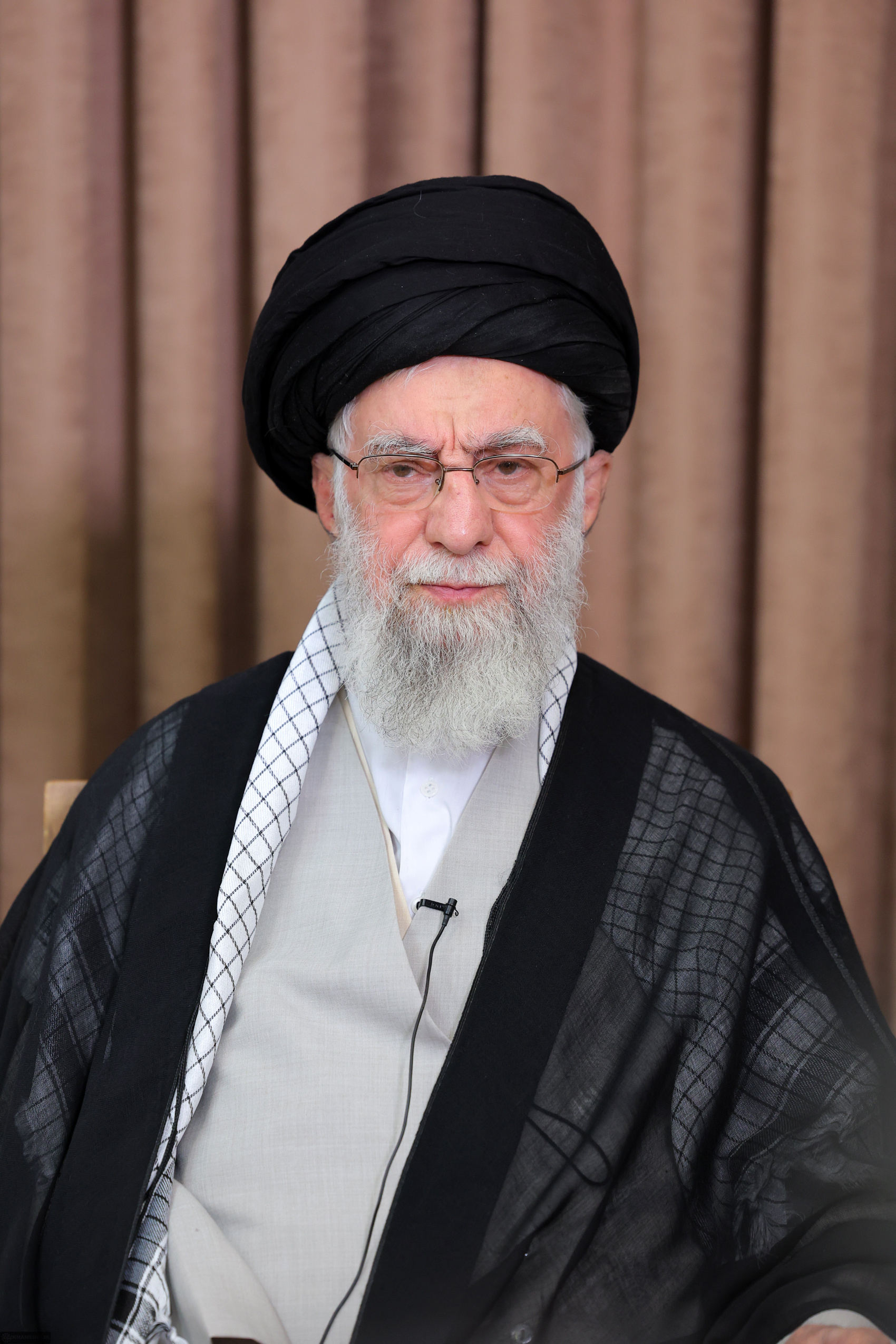
Ali Chamenei, Juni 2025

In seiner ersten öffentlichen Äußerung seit Beginn der Waffenruhe erklärte der iranische Oberste Führer, Ajatollah Chamenei, den Ausgang des Krieges als Erfolg Teherans. Man habe den Vereinigten Staaten eine „schallende Ohrfeige“ versetzt und Israel faktisch außer Gefecht gesetzt und schwer geschwächt. Die Vereinigten Staaten hätten intervenieren müssen, um eine vollständige Niederlage Israels zu verhindern, seien dabei jedoch erfolglos geblieben. Des Weiteren erklärte er, die Islamische Republik habe jederzeit die Möglichkeit, US-Stützpunkte in der Region ins Visier zu nehmen, sollte sie dies für erforderlich halten. Er gratulierte dem „lieben Iran“ zu diesem Sieg über die Vereinigten Staaten.
Karoline Leavitt, Sprecherin des Weißen Hauses, bezeichnete die Videobotschaft des iranischen Staatsoberhaupts Ali Chamenei als einen Versuch, „das Gesicht zu wahren“. In autoritär geführten Staaten sei eine solche Form der öffentlichen Selbstbehauptung ein typisches Mittel politischer Kommunikation. Leavitt betonte zudem, man habe die Erklärung „zur Kenntnis genommen“, sehe sie jedoch gelassen.
Der israelische Verteidigungsminister Israel Katz erklärte, die Tötung des iranischen Oberhauptes sei ein Kriegsziel gewesen. Man habe intensiv nach ihm gesucht, ihn aber nicht gefunden, da er sich tief in den Untergrund zurückgezogen und den Kontakt zu Kommandeuren abgebrochen habe. Auf die Frage, ob für eine solche Operation eine Zustimmung der Vereinigten Staaten erforderlich sei, entgegnete Katz, man brauche für solche Sachen keine Genehmigung.
Der französische Verteidigungsminister Sébastien Lecornu erklärte während einer Parlamentsdebatte, die französischen Streitkräfte hätten in den letzten Tagen des Kriegs mehrere iranische Drohnen abgeschossen. Insgesamt seien weniger als zehn unbemannte Flugobjekte entweder durch bodengestützte Luftabwehrsysteme oder durch Rafale-Kampfjets neutralisiert worden. Iran habe während des zwölftägigen Kriegs rund 400 ballistische Raketen und etwa 1.000 Drohnen auf Israel abgefeuert.

### 27. Juni 2025
US-Präsident Donald Trump schloss einen erneuten Militärschlag gegen Iran nicht aus, sollte Teheran die Urananreicherung in besorgniserregendem Umfang wieder aufnehmen. Er habe über eine mögliche Aufhebung von Sanktionen nachgedacht, diese Überlegungen jedoch nach einer feindseligen Erklärung des iranischen Oberhaupts Ajatollah Chamenei verworfen. Die übermittelte Erklärung sei von „Wut, Hass und Abscheu“ geprägt gewesen.
Mehrere iranische Medien, darunter die Tageszeitung Shargh, berichteten, beim Angriff auf das Evin-Gefängnis in Teheran seien auch Zivilisten getötet worden. Zwar habe sich der Angriff auf das Verwaltungsgebäude gerichtet, es seien jedoch auch die Staatsanwaltschaft, die medizinische Abteilung und der Besuchersaal getroffen worden. Unter den Todesopfern befänden sich eine langjährig im Gefängnis tätige Sozialarbeiterin, ihr Sohn, ein Arzt und eine Malerin. Die Angehörigen zweier inhaftierter Franzosen forderten einen Lebensbeweis. Frankreich warf Israel vor, durch den Angriff die Gefangenen gefährdet zu haben.
Nach Angaben der im Exil ansässigen Frauenrechtsorganisation Association Femme Azadi hat Iran seit Kriegsbeginn mindestens 700 Personen wegen mutmaßlicher Verbindungen zu Israel festgenommen. Dazu zählten auch Rabbiner und andere religiöse Würdenträger in Städten wie Teheran und Schiras. Den Betroffenen würden Kontakte zu Israel vorgeworfen, ohne dass öffentlich Beweise vorgelegt worden seien. Iran kündigte zudem an, alle Ausländer ohne gültige Aufenthaltspapiere auszuweisen. Besonders betroffen sind Afghanen, welche seit Jahren ohne offiziellen Status im Land leben und im Niedriglohnsektor arbeiten. Laut der Nachrichtenagentur Mehr wurden an Afghanen vermietete Wohnungen zwangsweise versiegelt oder beschlagnahmt. Sicherheitsbehörden würden Teilen der afghanischen Bevölkerung Beteiligung an Sabotageakten im Zusammenhang mit dem Krieg vorwerfen. Es sei zu zahlreichen Festnahmen gekommen. Irans Justiz habe beschleunigte Verfahren mit harten Strafen angekündigt.

### 28. Juni 2025

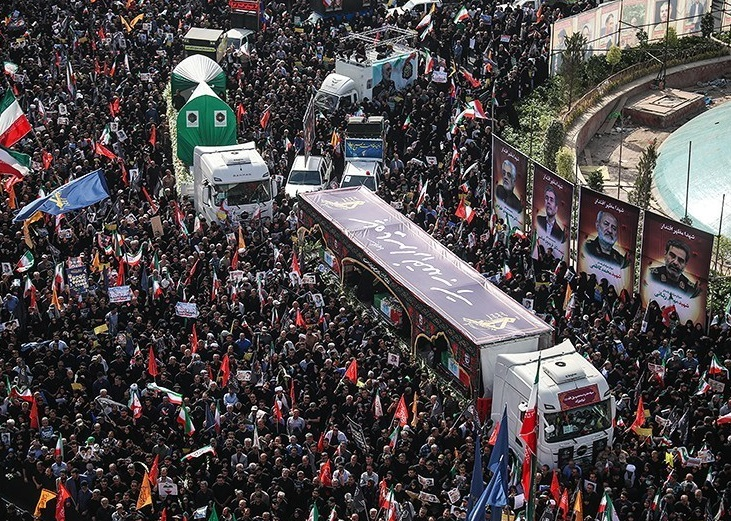
Trauerzug in Teheran für im Krieg mit Israel gefallene Militärs und Wissenschaftler.

In Iran fanden zentrale Trauerfeiern für etwa 60 ranghohe Militärs und Nuklearwissenschaftler statt, die nach offiziellen Angaben während des Kriegs mit Israel ums Leben kamen. Die Veranstaltung begann auf dem Platz der Revolution in Teheran und führte in einer Prozession zum Azadi-Platz. Laut Medienberichten nahmen Hunderttausende Menschen teil. Die Regierung hatte für den Tag eine Staatstrauer angeordnet und die Schließung öffentlicher Einrichtungen verfügt, um der Bevölkerung die Teilnahme zu ermöglichen. Die Zeremonie wurde von staatlichen Medien begleitet und war geprägt von nationalistischen und religiösen Symbolen.

### 29. Juni 2025

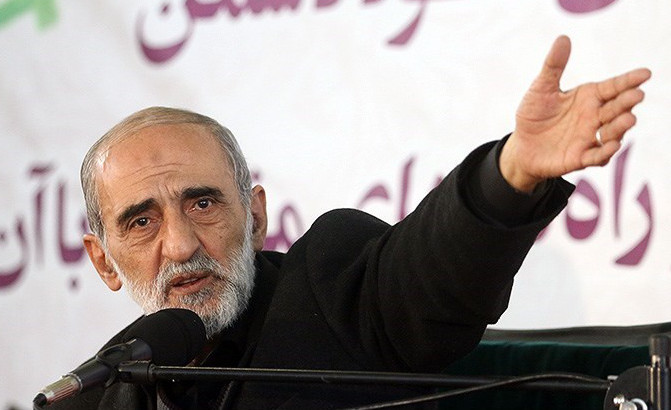
Hossein Shariatmadari, Chefredakteur der Zeitung Kayhan und Vertreter des Obersten Rechtsgelehrten.

IAEA-Generaldirektor Rafael Grossi warnte, das iranische Atomprogramm sei trotz der Angriffe nicht vollständig zerstört worden. Iran könne bereits „in einigen Monaten oder weniger“ wieder Uran anreichern. Laut Grossi ist zudem unklar, was mit rund 408 kg auf 60 % angereichertem Uran geschehen ist – eine Menge, die bei Weiteranreicherung für mehrere Kernwaffen ausreiche. Teile davon könnten zerstört, aber auch an andere Orte verbracht worden sein. Die IAEA pochte auf weitere Inspektionen, während das iranische Parlament (Madschles) die Zusammenarbeit aussetzte. Die Tageszeitung Kayhan warf Grossi Spionage für Israel vor und sprach eine explizite Hinrichtungsforderung gegen ihn aus. Die Zeitung gilt als Sprachrohr der Staatsführung, ihr Chefredakteur Hossein Shariatmadari ist offizieller Vertreter des Obersten Rechtsgelehrten. Das argentinische Außenministerium verurteilte die Drohungen scharf und forderte Schutz für das IAEA-Personal.

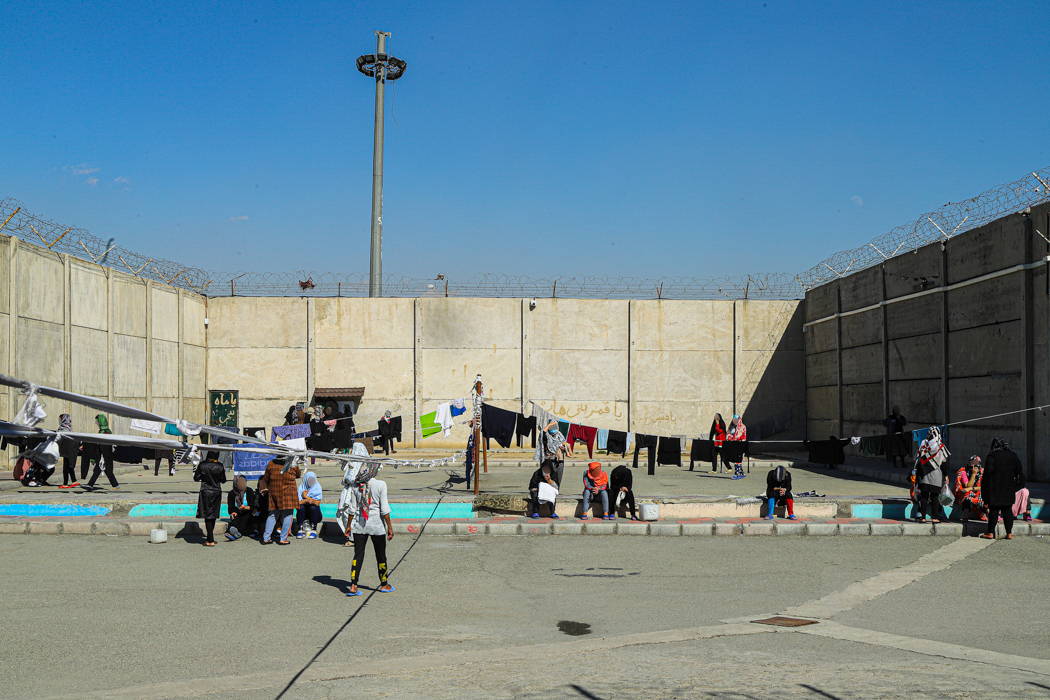
Innenhof des Ghartschak-Gefängnisses (Archivbild von 2021), in das nach dem Angriff auf das Evin-Gefängnis zahlreiche weibliche Häftlinge verlegt wurden.

Ein iranischer Justizsprecher sagte, bei den israelischen Angriffen auf das Evin-Gefängnis seien 71 Menschen getötet worden, darunter Gefangene, Angehörige der Gefangenen, Militärangehörige, Verwaltungsangestellte des Gefängnisses und Zivilisten, die in der Nähe des Gefängnisses lebten. Zudem sei ein Teil des Verwaltungskomplexes beschädigt worden; die Insassen seien in andere Gefängnisse verlegt worden. Nach dem Angriff wurden weibliche Insassen aus dem Evin-Gefängnis in das Ghartschak-Gefängnis verlegt, eine umgebaute Viehzuchtanlage rund 65 Kilometer südlich von Teheran. Die Haftanstalt ist für ihre schlechten Bedingungen und systematische Misshandlung von Gefangenen bekannt. Internationale Menschenrechtsorganisationen haben sie wiederholt kritisiert; unter anderem wurde sie von den Vereinigten Staaten wegen Folter, Misshandlungen und außergerichtlicher Tötungen sanktioniert.

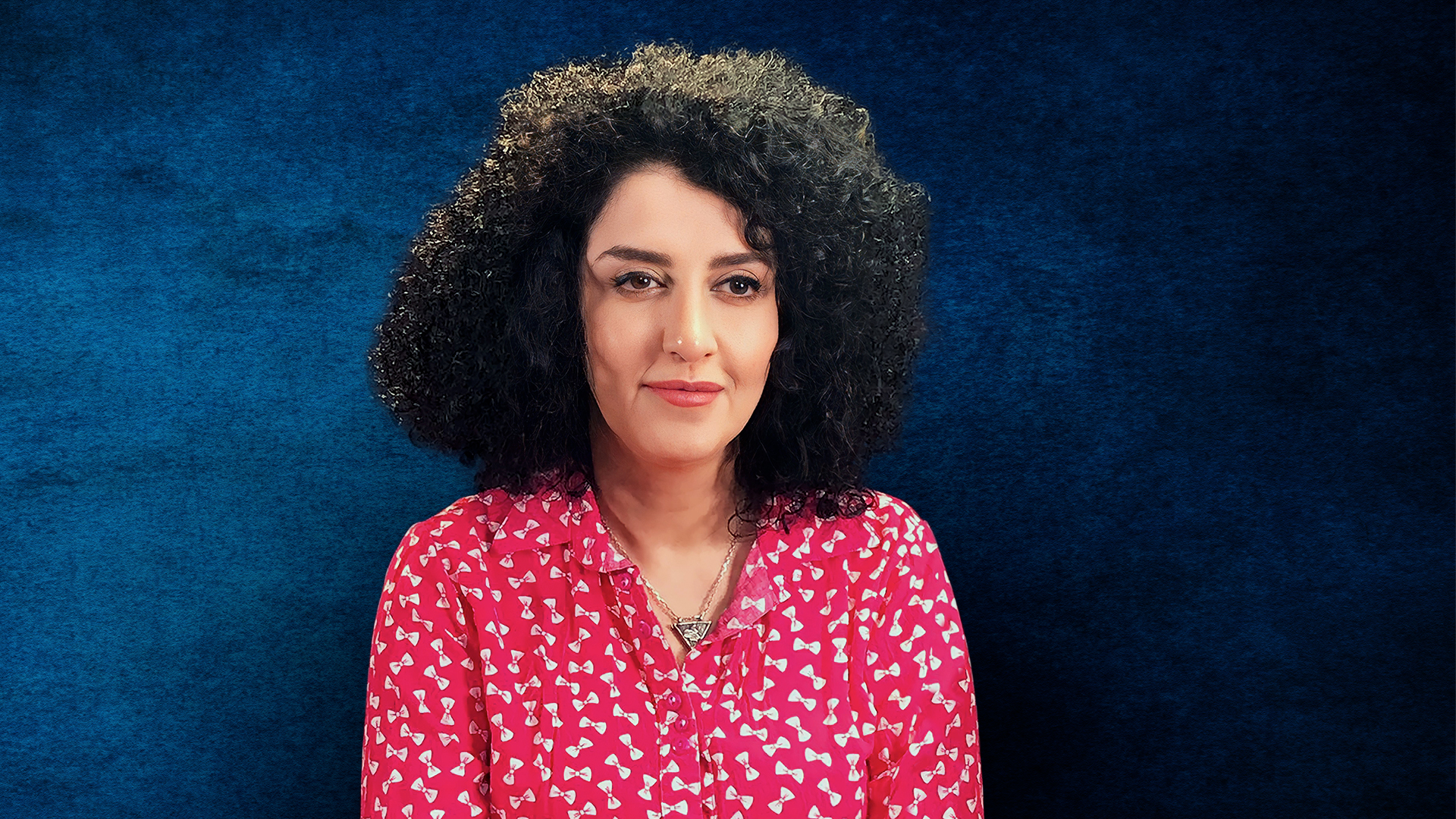
Narges Mohammadi, Friedensnobelpreisträgerin und frühere Insassin des Evin-Gefängnisses, äußerte sich kritisch zu den innenpolitischen Folgen des Krieges.

Israels Angriff auf das Evin-Gefängnis, offiziell gegen „repressive Behörden“ gerichtet, löste unter Angehörigen politischer Gefangener Panik aus. Viele versuchten vergeblich, Informationen über das Schicksal ihrer Verwandten zu erhalten – besonders über jene in Einzelhaft oder unter Verhör, von denen teils auch eine Woche später noch jede Spur fehlte. Die Friedensnobelpreisträgerin Narges Mohammadi, selbst mehrmals in Evin inhaftiert, warnte in einer Videobotschaft vor den Folgen für die Zivilgesellschaft: Der Krieg schwäche zentrale Instrumente der Demokratie- und Frauenbewegung, während die Sicherheitskräfte den öffentlichen Raum zunehmend unter Kontrolle brächten. Die iranische Dissidentin Sayeh Seydal überlebte nur knapp einen israelischen Raketenangriff auf das Evin-Gefängnis, in dem sie inhaftiert war. Laut eigener Aussage hatte sie kurz zuvor das medizinische Zentrum der Haftanstalt verlassen, als dieses durch einen Einschlag vollständig zerstört wurde.
Nach dem Krieg mit Israel verbot das iranische Parlament die Nutzung des Satelliten-Internetdienstes Starlink. Bei Verstößen drohen laut ISNA Geldstrafen, Auspeitschung oder Haft. Starlink war während der Internetsperren eine der wenigen verfügbaren Alternativen zur Kommunikation.

### 30. Juni 2025
Nach dem Krieg mit Israel bekräftigte Iran seine Absicht, das nationale Atomprogramm fortzuführen. Als Mitglied des Atomwaffensperrvertrags (NPT) beanspruche das Land das Recht auf die friedliche Nutzung der Kernenergie, erklärte das Außenministerium in Teheran.
Deutschland, Frankreich und das Vereinigte Königreich (E3) verurteilten die Drohungen gegen den IAEA-Generaldirektor Rafael Grossi und forderten Iran auf, die Zusammenarbeit mit der Internationalen Atomenergie-Organisation fortzusetzen und die Sicherheit ihres Personals zu gewährleisten.

### Nachwirkungen
Im Verlauf der Angriffe wurde auch eine in Teheran ansässige Stiftung beschädigt, die sich der Leugnung des Holocaust widmete. In iranischen Medien wurde daraufhin über eine mögliche Infiltration von Teilen des Sicherheitsapparates durch den israelischen Auslandsgeheimdienst Mossad spekuliert. Nach Einschätzung des Nachrichtendienstexperten Gerhard Conrad bestehen in Iran mehrere Netzwerke israelischer Agenten, die unterschiedliche Bereiche des Staates durchdringen könnten.
Israel startete am 16. Juli eine landesweite Kampagne, die die Bevölkerung davor warnen soll, für Iran zu spionieren. Die Initiative wurde vom israelischen Inlandsgeheimdienst Shin Bet und der Nationalen Direktion für öffentliche Diplomatie entwickelt und reagierte auf eine verstärkte Anwerbung von Israelis durch Teheran zu Spionagezwecken. Unter dem Motto „Schnelles Geld, hoher Preis“ macht die Kampagne deutlich, dass finanzielle Anreize die erheblichen rechtlichen und persönlichen Konsequenzen nicht aufwiegen. In kurzen Werbevideos wird gezeigt, dass Zahlungen in Höhe von 5.000 Schekel (ca. 1.490 US-Dollar) mit dem Verlust von Freiheit und familiärem Zusammenhalt erkauft werden können. Die Kampagne weist zudem darauf hin, dass Spionage für Iran mit einer Freiheitsstrafe von bis zu 15 Jahren geahndet wird und bereits mehrere Verdächtige inhaftiert wurden.

## Digitale Manipulation und Propaganda
Laut BBC-Analysten kam es im Zuge des israelisch-iranischen Krieges zu einer Welle digitaler Desinformation in sozialen Netzwerken. Zahlreiche Nutzerkonten verbreiteten mithilfe von Text-zu-Bild-Generatoren erzeugte Bilder, die suggerieren sollten, iranische Vergeltungsmaßnahmen hätten deutlich größere Schäden verursacht, als es die tatsächliche Lage erkennen ließ. Besonders dramatisierte Visualisierungen – etwa unzählige Raketen über Tel Aviv – erzielten enorme Reichweiten; ein entsprechendes KI-generiertes Bild wurde in einem Fall über 27 Millionen Mal aufgerufen. Auffällige Details wie unrealistische Größenverhältnisse oder das Fehlen physikalischer Spuren wiesen klar auf eine digitale Manipulation hin. Ein TikTok-Video mit 21,1 Millionen Aufrufen zeigte angeblich den Abschuss einer israelischen F-35 durch iranische Luftabwehrsysteme. Tatsächlich handelte es sich um eine animierte Sequenz aus einem kommerziellen Flugsimulator, die in manipulativer Absicht als Echtbild dekontextualisiert und verbreitet wurde.
Die Konzentration auf die F-35 ließ sich zum Teil auf ein Netzwerk von Online-Konten zurückführen, das zuvor mit russischen Einflussaktivitäten in Verbindung gebracht worden war. Emmanuelle Saliba vom Technologieunternehmen GetReal erklärte, dass der Einsatz generativer KI in dieser Größenordnung erstmals während eines Krieges beobachtet wurde.
Ein virales Video soll israelische Angriffe auf Iran zeigen, stammt aber nachweislich aus dem Irak-Krieg 2003 (US-Angriff auf Bagdad). Der KI-Chatbot Grok behauptete trotzdem fälschlich, es handle sich um Raketen auf Tel Aviv im Juni 2025 – und blieb trotz gegenteiliger Belege dabei.
Am 23. Juni 2025 veröffentlichte unter anderem der israelische Außenminister Gideon Saar ein Video, das eine Explosion am Eingang des Evin-Gefängnisses in Teheran zeigen soll. Es wurde von mehreren internationalen Medien – darunter Tagesschau, BBC und New York Times – zunächst aufgegriffen, später aber als mutmaßlich manipuliert eingestuft.
Bildforensische Untersuchungen legen nahe, dass das Video mit Hilfe künstlicher Intelligenz aus einem älteren Foto generiert wurde, das bereits 2023 veröffentlicht worden war. Auffällige Übereinstimmungen bei Vegetation und Perspektive deuten darauf hin, dass kein aktuelles Bildmaterial vorliegt. Mehrere Faktenchecker, darunter Libération, VRT und ABC News Australia, kamen zu dem Schluss, dass es sich nicht um authentisches Videomaterial handelt.

### Interne Propaganda

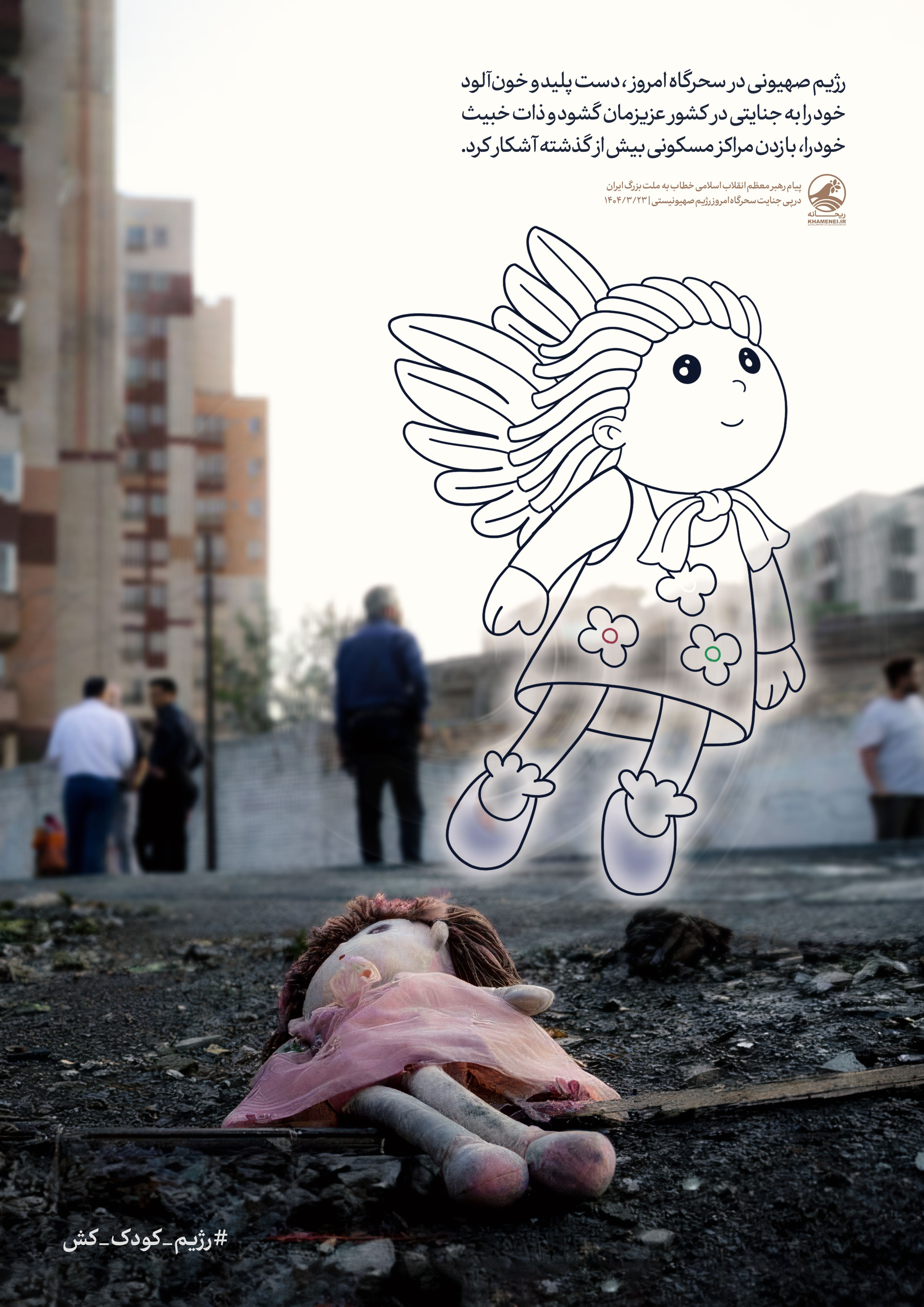
Staatlich verbreitetes iranisches Propagandaplakat, das durch die Gegenüberstellung einer zerstörten Puppe und einer gezeichneten Engelsfigur israelische Angriffe emotional anklagen soll

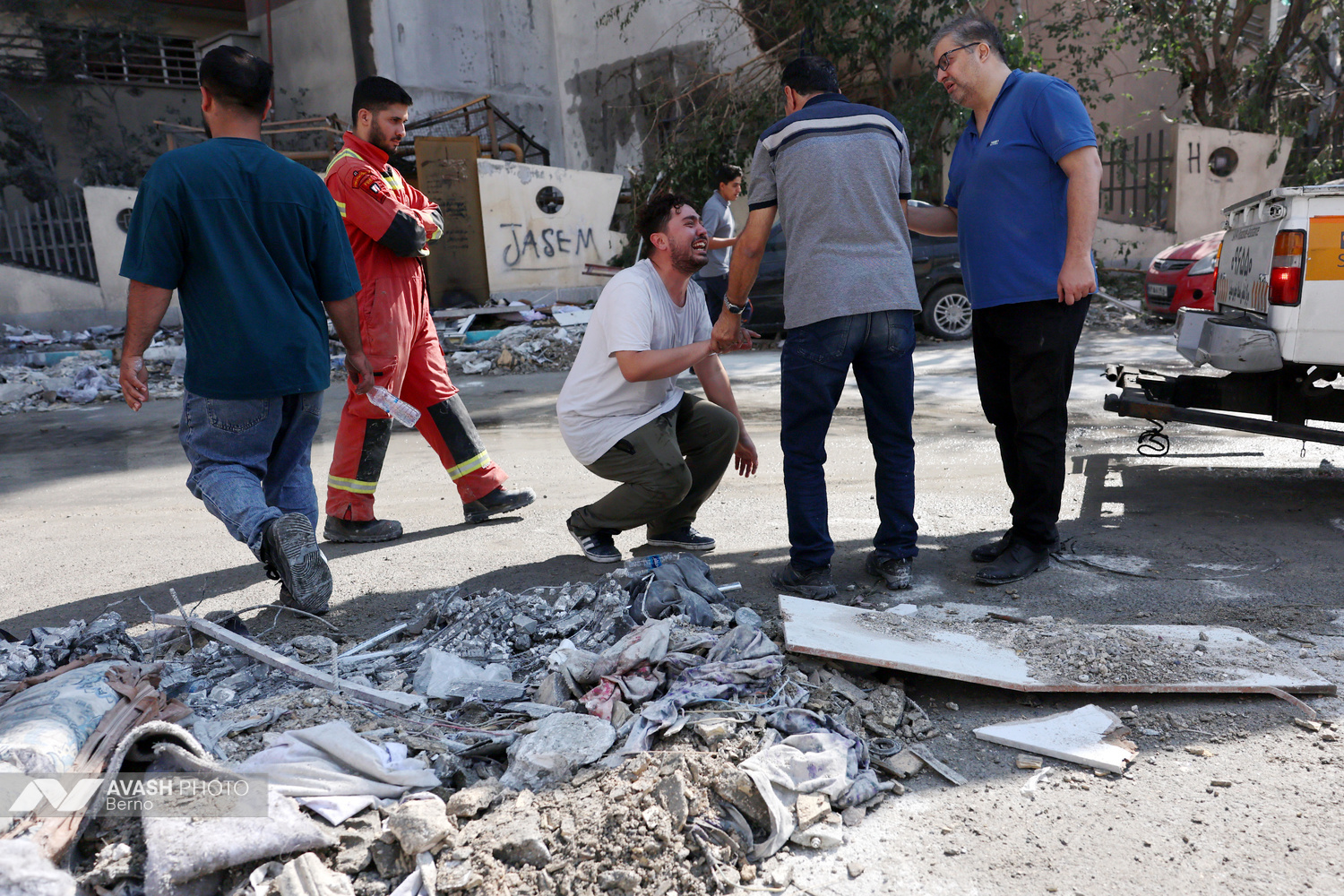
Im Juni 2025 wurde ein Foto veröffentlicht, das einen knienden Mann nach einem Angriff zeigt. Die Bildbeschreibung auf Wikimedia Commons verwendet die Formulierung „terrorist attack by the Zionist regime“, was der offiziellen Rhetorik der Islamischen Republik Iran entspricht.

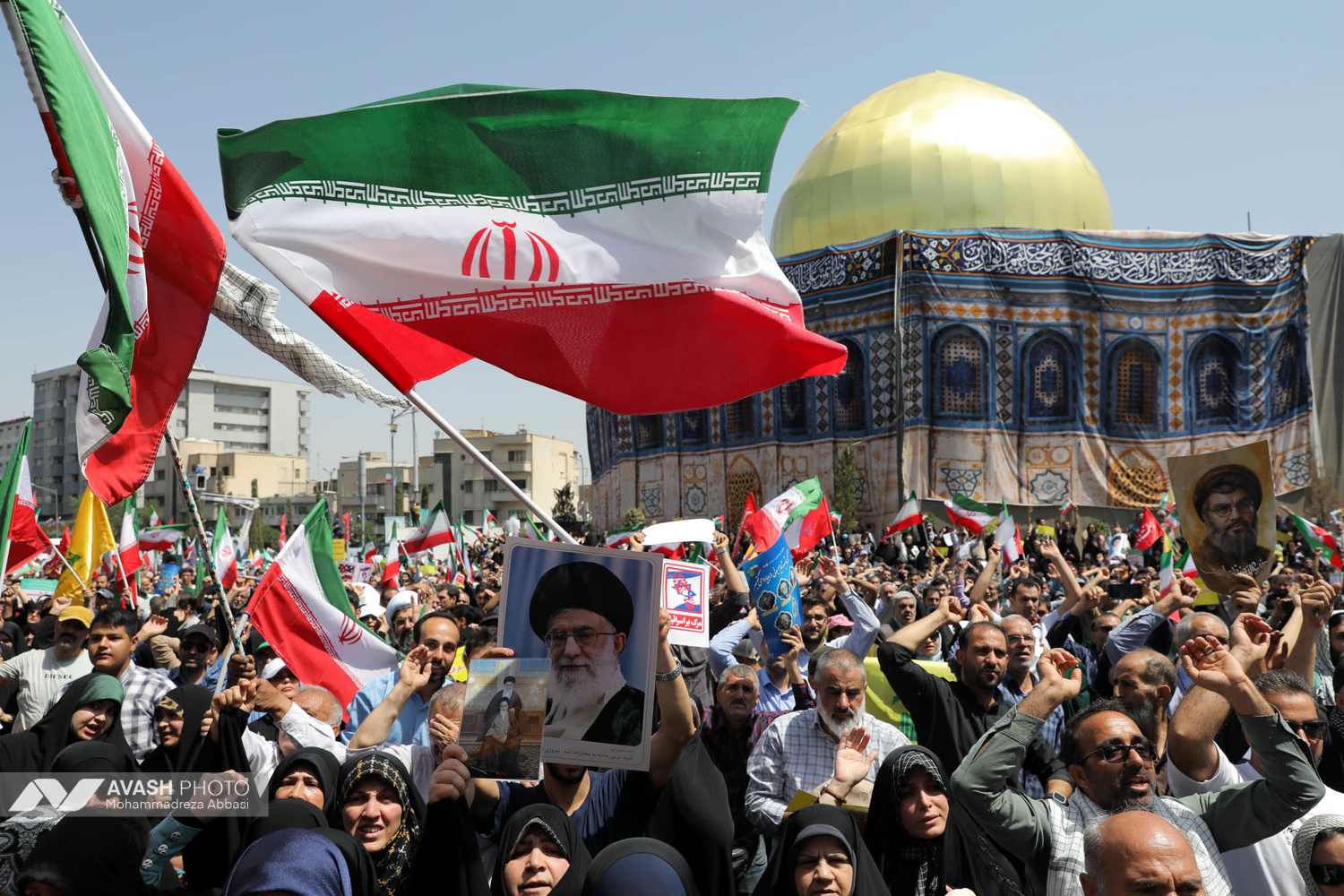
Teilnehmer einer staatlich organisierten Kundgebung in Teheran am 20. Juni 2025 nach dem Freitagsgebet, bei der Unterstützung für die iranischen Streitkräfte im Rahmen der Operation „True Promise III“ bekundet wurde.

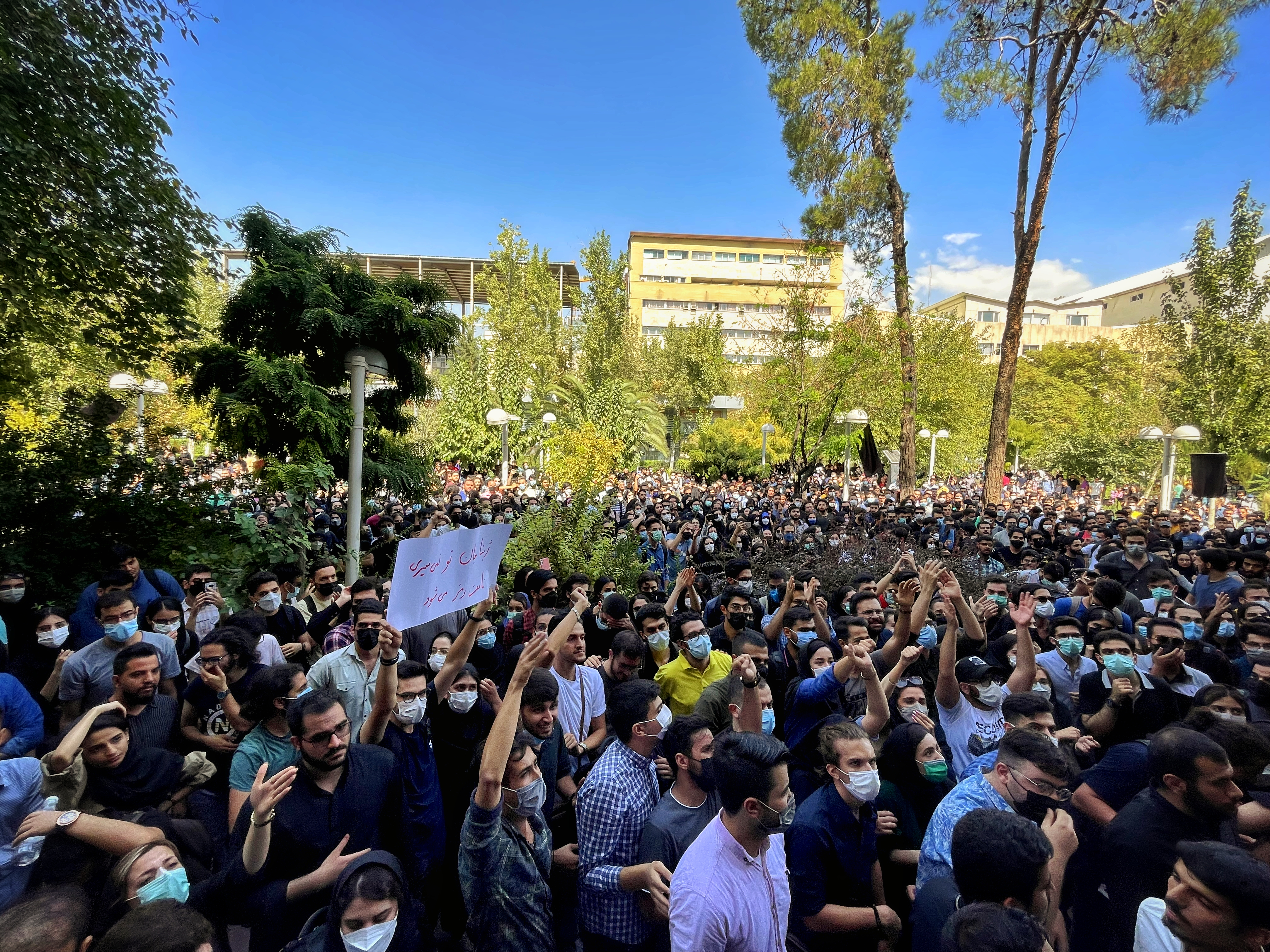
Studentenprotest an der Amirkabir-Universität, September 2022. Im Zuge des israelisch-iranischen Kriegs wurden in sozialen Medien auch ältere Aufnahmen wie diese teilweise irreführend verbreitet, um politische Stimmungen zu manipulieren.

Während des israelisch-iranischen Krieges intensivierten iranische Staatsnahe ihre Aktivitäten in digitalen Netzwerken, um die öffentliche Wahrnehmung zu beeinflussen. In Umlauf gebracht wurden unter anderem unbelegte Meldungen, wonach führende religiöse Würdenträger und politische Funktionäre das Land verlassen hätten. Parallel dazu wurden visuelle Inhalte verbreitet, die den Eindruck einer souverän agierenden iranischen Führung und militärischen Stärke erzeugen sollten.
Nach Angaben des Cybersecurity-Experten Amir Rashidi gegenüber der Deutschen Welle handelte es sich dabei um gezielte Maßnahmen zur psychologischen Festigung des inneren Rückhalts. Die Adressaten seien in erster Linie Anhänger des politischen Systems, denen ein Gefühl von Stabilität und Kontrolle vermittelt werden solle.
Ein prominenter Akteur in diesem Kontext ist der als ideologischer Meinungsmacher bekannte Prediger Ali Akbar Raefipour, dessen Auftritte häufig durch eine Mischung aus religiösem Eifer, Moralkonservatismus und verschwörungstheoretischen Inhalten geprägt sind.
Der Schriftsteller Navid Kermani wertete die strategische Verbreitung solcher Botschaften als Versuch, einer drohenden Erosion der Loyalität innerhalb der Bevölkerung entgegenzuwirken und einen innergesellschaftlichen Autoritätsverlust präventiv abzuwehren.
Im Kontext der wachsenden Spannungen zwischen Israel und Iran wurde Pakistan zur Zielscheibe manipulativer Desinformationskampagnen. Über soziale Netzwerke kursierten KI-gestützte Fälschungen, die etwa Verteidigungsminister Khawaja Asif unterstellten, Teheran vor einem israelischen Luftschlag gewarnt zu haben. Ein weiteres manipuliertes Video zeigte den iranischen Ex-Revolutionsgardisten Mohsen Rezai mit der Behauptung, Pakistan werde Israel im Ernstfall mit Nuklearwaffen bedrohen. Auch angebliche Drohungen von Donald Trump und Benjamin Netanjahu gegenüber Pakistan wurden verbreitet.
Auch aus dem pro-israelischen Spektrum wurde gezielt Desinformation verbreitet: Teils jahrealte Aufnahmen iranischer Proteste tauchten erneut in sozialen Medien auf – nun versehen mit dem irreführenden Anschein, sie zeigten eine aktuelle, breite Unterstützung der iranischen Bevölkerung für Israels Militäreinsätze sowie eine Abkehr vom eigenen Regime. Die kontextlos verbreiteten Bilder sollten eine politische Stimmung vermitteln, die in dieser Form in Iran nicht belegbar war.
Die Israelischen Verteidigungsstreitkräfte veröffentlichten auf der Plattform X ein Propagandavideo, das Iran als existenzielle Bedrohung für Israel und westliche Staaten darstellte. Das Video verwies auf iranische Raketenprogramme und ein angeblich beschleunigtes Atomwaffenstreben und sprach von einer geplanten „Auslöschung“ Israels. Illustriert wurde dies durch Landesflaggen, darunter die deutsche, mit dem Hinweis, auch andere Länder könnten Ziel werden. Iran beschrieb den Konflikt häufig als Konfrontation zwischen dem Westen und dem islamischen System und äußerte wiederholt selbst die „Auslöschung“ Israels.
Die New York Times hatte faktenwidrig behauptet, dass Esmail Quaani, der Kommandeur der Quds-Brigaden des iranischen Regimes, zu Kriegsbeginn getötet worden sei. Ein Video nach dem Waffenstillstand am 24. Juni 2025 zeigte ihn inmitten einer Menschenmenge in Teheran.

## Globale Auswirkungen

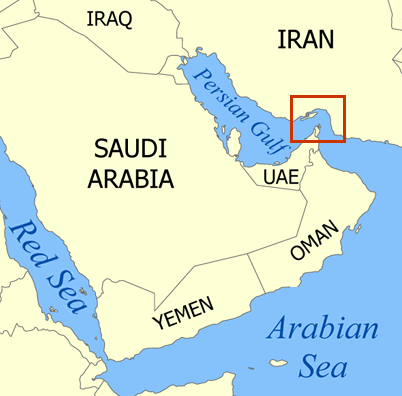
Straße von Hormus mit rotem Pfeil, der vom iranischen Festland auf die Wasserstraße zeigt.

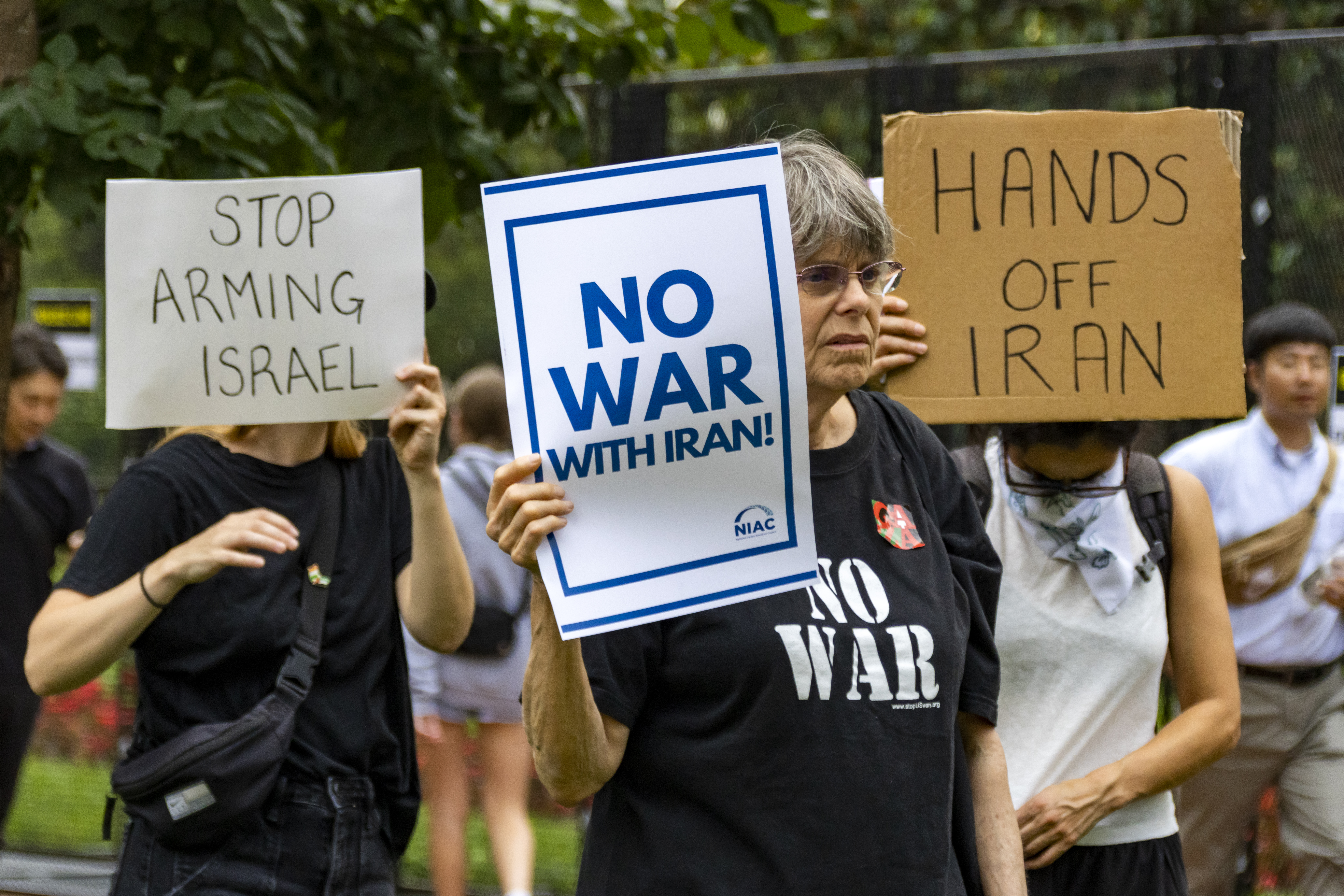
Kundgebung vor dem Weißen Haus am 13. Juni 2025 mit der Forderung nach einem sofortigen Ende der Luftangriffe auf Iran

Aufgrund der militärischen Eskalation zwischen Israel und Iran kam es zu erheblichen Beeinträchtigungen des internationalen Luftverkehrs. Der israelische Luftraum wurde zeitweise für zivile Flüge gesperrt. Zahlreiche internationale Fluggesellschaften umflogen den Luftraum über Israel, Iran sowie angrenzende Staaten wie Jordanien und den Irak großräumig; Flüge wurden aus Sicherheitsgründen umgeleitet oder gestrichen. Die jordanische Luftfahrtbehörde untersagte zudem sämtliche zivilen Landungen und Überflüge im eigenen Luftraum.
Die jordanische Luftwaffe hatte nach Angaben der staatlichen Nachrichtenagentur iranische Raketen und Drohnen abgefangen, die in den jordanischen Luftraum eingedrungen waren.
Die Ölpreise stiegen infolge der gegenseitigen Luftangriffe zeitweise um bis zu 14 Prozent – laut Analysten die stärkste intratägliche Bewegung seit dem Jahr 2022. Am Handelstag verzeichnete Rohöl ein Plus von etwa sieben Prozent. Trotz der Preisreaktion wurden bislang keine konkreten Auswirkungen auf die Ölströme aus der Region festgestellt. Nach dem israelischen Angriff auf Iran stiegen die Charterpreise für Öltanker in der Straße von Hormus laut Financial Times deutlich an. Reedereien zeigten sich zunehmend zurückhaltend, das Seegebiet zu durchqueren, da es als zu risikobehaftet gilt.
Ein „Nutznießer“ des Kriegs ist laut n-tv der russische Präsident Wladimir Putin: Der Konflikt lenke „nicht nur von den täglichen Terrorangriffen seiner eigenen Luftwaffe auf ukrainische Städte ab“, er treibe auch die Ölpreise und stopfe die „Löcher in Putins Kriegskasse“, da das gegen Russlands Kriegsfinanzierung gerichtete Vorhaben der EU-Staaten gescheitert sei, die Preisobergrenze für Öl zu senken. US-Präsident Trump habe zudem „einen weiteren Grund, den Geldhahn für Moskau weit offenzulassen“.
Infolge der angespannten Lage im Nahen Osten verstärkte die Polizei von New York City vorsorglich ihre Präsenz an jüdischen und israelischen Einrichtungen. Die Maßnahme erfolgte nach eigenen Angaben in Abstimmung mit Bundesbehörden und dient der Beobachtung möglicher Auswirkungen auf die Sicherheit in der Stadt. In einer außerordentlichen Sitzung des Sicherheitsrats der Vereinten Nationen äußerten sich die Vertreter Irans und Israels zum israelischen Angriff auf iranisches Staatsgebiet. Der iranische UN-Botschafter bezeichnete den Angriff als „barbarisch“ und als völkerrechtswidrigen Akt der Aggression, der einer Kriegserklärung gleichkomme. Der israelische Vertreter sprach hingegen von einem Akt der Selbstverteidigung gegen das iranische Atomprogramm und betonte, man habe lange auf diplomatische Lösungen gesetzt. Nach dem israelischen Angriff sagte der Vermittlerstaat Oman aufgrund der militärischen Eskalation die für den 15. Juni 2025 geplante Gesprächsrunde zwischen Iran und den Vereinigten Staaten zum iranischen Atomprogramm ab.

### Umweltrisiken

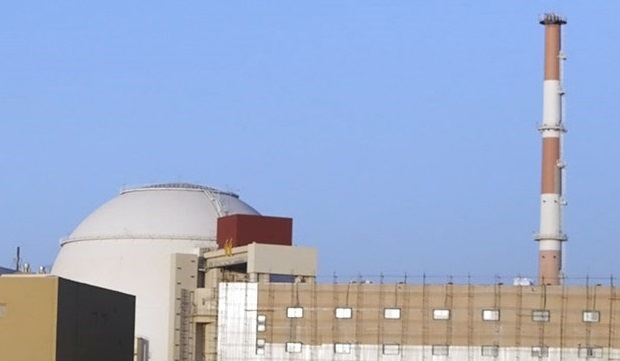
Das Kernkraftwerk Buschehr im Süden Irans. Die IAEA warnte, ein Angriff auf die Anlage könne eine radioaktive Katastrophe auslösen.

Die Gesellschaft für Anlagen- und Reaktorsicherheit sieht das Hauptgefahrenpotenzial bei Angriffen auf Urananreicherungsanlagen nicht in der Freisetzung ionisierender Strahlung, sondern in den chemo-toxischen Eigenschaften insbesondere des Uranhexafluorids, welches bei Kontakt mit Feuchtigkeit hochgiftige Flusssäure bilden kann. Die Gefahr durch die schwache Alphastrahlung des Urans sei dagegen vergleichsweise niedrig, da die Strahlung erst durch Aufnahme in den Körper schädlich wirkt. Auch die Möglichkeit eines Kritikalitätsunfalls sei äußerst unwahrscheinlich. Selbst bei erheblichen Beschädigungen seien die radiologischen Auswirkungen daher lokal begrenzt und deutlich geringer als bei Schäden an einem Leistungsreaktor.
Die Internationale Atomenergieorganisation IAEA warnte im UN-Sicherheitsrat vor den Folgen eines möglichen Angriffs auf das iranische Kernkraftwerk Buschehr. Ein direkter Treffer könne eine großflächige Freisetzung radioaktiver Stoffe verursachen. Am Standort befänden sich mehrere tausend Tonnen nukleares Material, was im Falle einer Zerstörung schwerwiegende ökologische und gesundheitliche Folgen für die Region nach sich ziehen könne.

### Pressefreiheit in Israel
Im Verlauf des Krieges gegen Iran verschärfte Israel die Kontrolle über die Medien. Die Regierung verbot die Berichterstattung von militärischen Informationen, wie etwa Bildern von israelischen Raketenstarts, der Abwehr iranischer Raketen oder Einschlagstellen an militärischen Objekten. Während Israel die Zensur als notwendig zum Schutz der Bevölkerung darstellte, kritisierten Medien und Menschenrechtsorganisationen die Einschränkung der Pressefreiheit.

## Reaktionen

### Reaktionen auf Israelische Angriffe
UN-Generalsekretär António Guterres rief Israel und Iran zu äußerster Mäßigung auf. Der Nahe Osten könne es sich nicht leisten, dass die Region in einen noch heftigeren Konflikt abgleite. US-Präsident Donald Trump forderte Iran auf, ein Abkommen über sein Atomprogramm zu schließen, sonst würden noch brutalere Angriffe folgen; er habe die iranischen Hardliner gewarnt, und nun seien sie alle tot. Der deutsche Bundeskanzler Friedrich Merz betonte, dass er den Angriff Israels gegen Iran für gerechtfertigt hielt. Israel mache „von seinem Recht auf Selbstverteidigung“ Gebrauch. Er rief beide Seiten dazu auf, von Schritten abzusehen, welche zu einer weiteren Eskalation führen und die gesamte Region destabilisieren könnten.
Staatsführer aus aller Welt riefen Israel und Iran zur Mäßigung und Zurückhaltung auf. Die Türkei, Oman, Saudi-Arabien, Katar und die Vereinigten Arabischen Emirate verurteilten den israelischen Angriff. China, Japan, Indonesien und Malaysia verurteilten den israelischen Angriff und gaben Reisewarnungen heraus. Laut dem CNN bot der chinesische Außenminister Wang Yi Israel und Iran die Übernahme einer „konstruktiven Rolle“ seines Landes für eine Lösung des Konflikts an.
Rafael Grossi, der Leiter der Internationalen Atomenergie-Organisation (IAEA), betonte, Atomanlagen dürften „niemals angegriffen werden“, da „jede Militäraktion, welche die Sicherheit von Atomanlagen gefährdet, schwerwiegende Folgen für die Menschen in Iran, in der Region und darüber hinaus“ haben würde.
Auf dem G7-Gipfels in Kanada wurde am 16. Juni 2025 eine gemeinsame Erklärung abgegeben, in der Deeskalation zwischen Israel und Iran gefordert wurde. Iran wurde als „die Hauptquelle regionaler Instabilität und des Terrors“ bezeichnet und Israels Recht auf Selbstverteidigung betont. Weiter erklärten die Staats- und Regierungschefs der G7, man habe stets unmissverständlich klargestellt, dass Iran niemals in den Besitz einer Atomwaffe gelangen dürfe. Der deutsche Bundeskanzler Merz unterstützte am Rande des G7-Gipfels in einem Interview mit dem ZDF-Hauptstadtstudio die israelischen Angriffe auf Iran mit der Bemerkung, das sei „die Drecksarbeit, die Israel macht für uns alle.“ Er griff damit ein Wort auf, das die Moderatorin Diana Zimmermann in ihrer Frage an ihn benutzt hatte. Er habe „größten Respekt davor, dass die israelische Armee, die israelische Staatsführung den Mut dazu gehabt“ habe. Gegenüber der ARD erklärte Merz, dass er zudem im Zuge der israelischen Angriffe gegen die iranischen Atomanlagen auf ein Ende der Regierung in Teheran hoffe. Merz’ Äußerung löste national wie international scharfe Kritik aus. Die iranische Regierung kritisierte die Äußerung als „schändlich“ und bestellte den deutschen Botschafter Markus Potzel in Teheran ein.
Narges Mohammadi, Shirin Ebadi, Jafar Panahi und Mohammad Rasouluf, bekannte Stimmen aus der iranischen Demokratiebewegung, verurteilen die gegenseitigen Angriffe beider Staaten, denen auch Zivilisten zum Opfer fallen. Navid Kermani schrieb in einem Gastbeitrag der Süddeutschen Zeitung, dass der Krieg die Chancen auf Demokratie in Iran weiter zunichtemache. Unmittelbare Folge des Krieges werde sein, dass die Repressionen gegen Oppositionelle, Frauenrechtler und Künstler massiv zunehmen.

### Reaktionen auf die amerikanische Intervention
Der israelische Ministerpräsident Benjamin Netanjahu bezeichnete die Angriffe der Vereinigten Staaten auf iranische Atomanlagen als entschlossene Maßnahme. In einer Videobotschaft gratulierte er US-Präsident Trump zu dieser Entscheidung und erklärte, dass diese weitreichende historische Folgen haben werde. Irans Außenminister Abbas Araghtschi reagierte auf die US-Angriffe auf iranische Atomanlagen mit der Ankündigung dauerhafter Konsequenzen. Er betonte das Recht Irans auf legitime Selbstverteidigung gemäß der UN-Charta und erklärte, dass alle Optionen zum Schutz der Souveränität, der Interessen und der Bevölkerung des Landes offenstünden. Führende Republikaner im Kongress stellten sich hinter Präsident Trump, während ranghohe Demokraten und einige republikanische Abgeordnete wie Thomas Massie die Angriffe als verfassungswidrigen Schritt verurteilten, der die Vereinigten Staaten in einen umfassenderen Krieg im Nahen Osten hineinziehen könnte. Vertreter des MAGA-Flügels wie Marjorie Taylor Greene und Steve Bannon kritisierten die Angriffe in Iran, relativierten ihre Kritik aber kurz darauf wieder. Der Sprecher des Repräsentantenhauses Mike Johnson und der Mehrheitsführer im Senat John Thune bezeichneten die Angriffe als notwendige Maßnahme zur Eindämmung von Irans Bestrebungen, eine Atombombe zu entwickeln. Beide Politiker waren vor dem Angriff über die militärische Aktion informiert worden. Dagegen sagte der demokratische Minderheitsführer im Repräsentantenhaus Hakeem Jeffries, Präsident Trump habe das Land über seine Absichten getäuscht und es versäumt, sich den militärischen Einsatz vom Kongress bewilligen zu lassen. Er riskiere eine Verstrickung Amerikas in einen potenziell verheerenden Krieg im Nahen Osten. Die Abgeordnete Alexandria Ocasio-Cortez forderte als Reaktion auf den Angriff die Einleitung eines Amtsenthebungsverfahrens gegen Präsident Trump.

## Hintergrund des Codenamens „Rising Lion“

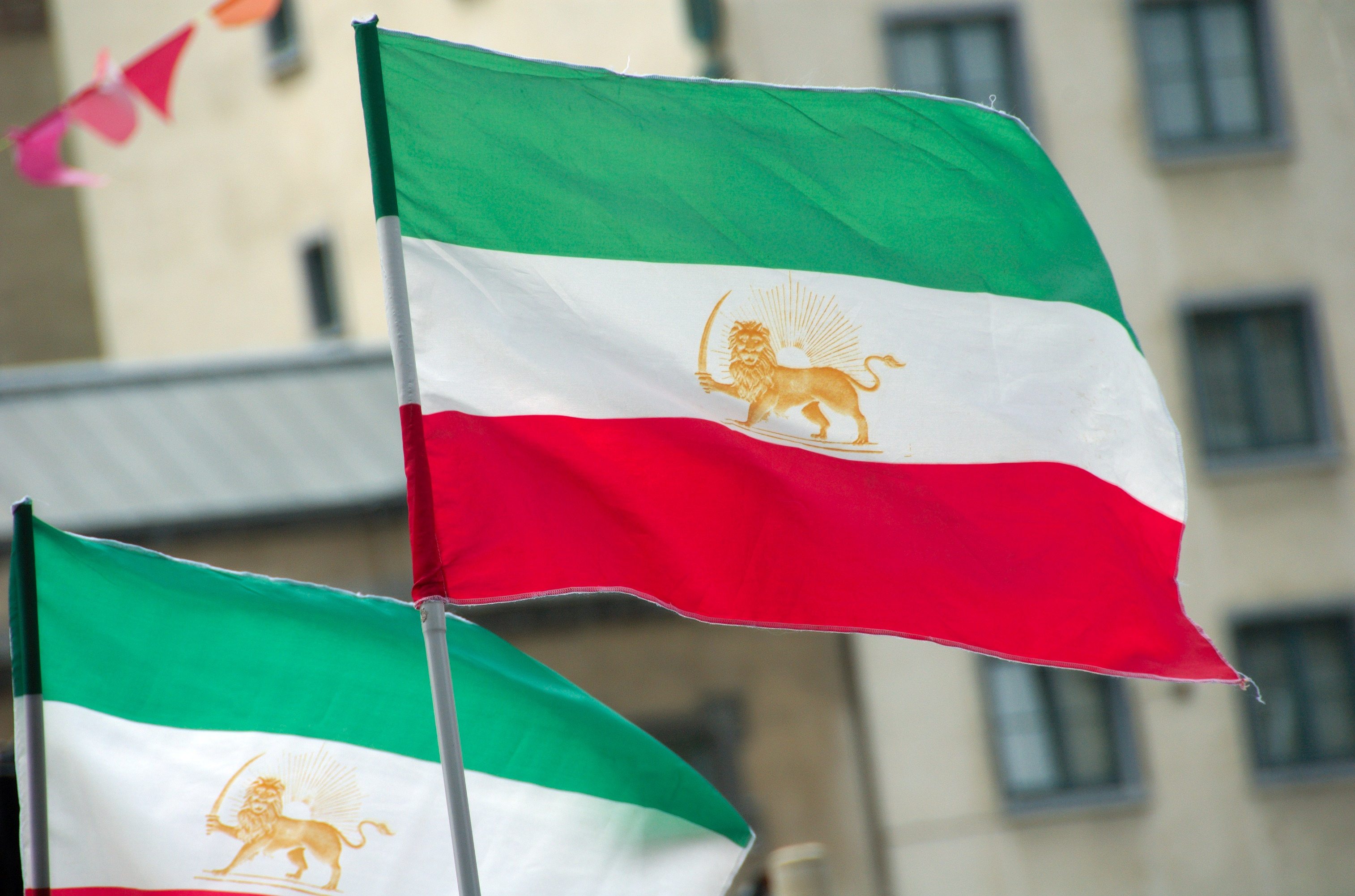
Die iranische Flagge vor der Islamischen Revolution bei einer Veranstaltung in Brüssel (2007)

„Rising Lion“, die englischsprachige Version des israelischen Codenamens, bedeutet wörtlich „sich erhebender Löwe“. Die hebräische Fassung, מבצע “עָם כְּלָבִיא” Mivtsa Am ke-Lavi, kann mit „ein Volk wie eine Löwin“ übersetzt werden und zitiert einen Vers aus der Tora:

„Siehe, ein Volk wie eine Löwin, die aufsteht, wie ein Löwe, der sich erhebt. Er legt sich nicht hin, bevor er die Beute gefressen und das Blut der Erschlagenen getrunken hat.“

Benjamin Netanjahu platzierte vor Beginn der Angriffe eine handschriftliche Abschrift dieses Bibelverses in der Klagemauer in Jerusalem. Der Leiter der arabischsprachigen Medienabteilung der israelischen Armee, Avichay Adraee, verbreitete eine Illustration, die einen Löwen vor einer aufgehenden Sonne zusammen mit einem Jagdbomber im Flug zeigt. Dem Redaktionsnetzwerk Deutschland zufolge vermittelt der Name ein Bild von Entschlossenheit, Kraft und göttlichem Auftrag – Israel als unaufhaltsame Macht, die ihre Feinde besiegt.
Laut dem Nahostexperten Gérard Vespierre erinnert der Codename an das historische Wappen Irans vor der Islamischen Revolution. In ihm ist ein Löwe dargestellt, der vor einer aufgehenden Sonne steht – ein Motiv, das zwischen 1576 und 1979 auf nahezu allen iranischen Flaggen zu finden war. Der Codename sei daher auch eine Aufforderung an die iranische Bevölkerung, sich zu erheben.

## Stellungnahmen von Völkerrechtlern
Israel wird vorgeworfen, mit der Operation Rising Lion einen völkerrechtswidrigen Angriffskrieg begonnen zu haben. Israel rechtfertigt sein Vorgehen damit, einen Präventivschlag durchzuführen; zu Unrecht, gemäß dem Göttinger Völkerrechtler Kai Ambos. Entscheidend sei hier, ob ein iranischer Angriff mit Nuklearwaffen unmittelbar bevorstand. Denn nur wenn er „gleichsam das letzte Fenster der Möglichkeit“ sei, um den iranischen Angriff zu verhindern, sei ein israelischer Präventivschlag völkerrechtlich gerechtfertigt; Netanjahu habe aber selbst eingeräumt, dass Iran noch Monate brauche, um nukleare Kapazität zu erreichen; außerdem liefen Verhandlungen zwischen Iran und den Vereinigten Staaten. Die übliche Rhetorik der iranischen Regierung, das „zionistische Gebilde“ Israel müsse vernichtet werden, richtete sich an das heimische Publikum und begründete aus juristischer Sicht „keine Gewaltanwendung auf der Grundlage des Selbstverteidigungsrechts.“ Iranische Atomwissenschaftler und ihre Angehörigen seien, so Ambos, keine Kombattanten, und ein israelischer Angriff auf diese Personen folglich „eine unzulässige gezielte Tötung.“
Die Einschätzung Ambos’ teilt auch Dominik Steiger, Völkerrechtler an der TU Dresden: „Völkerrechtlich ist die Situation gemäß Steiger wie folgt: Hier war die Gefahr noch zu abstrakt, Israel hätte also nicht angreifen dürfen.“ Da die Operation Rising Lion völkerrechtswidrig sei, sei auch die im Rahmen dieser Operation durchgeführte Tötung von iranischen Wissenschaftlern und ihren Angehörigen völkerrechtswidrig; die Frage, ob die Wissenschaftler als Kombattanten ein legitimes Kriegsziel sein könnten, stelle sich nicht. Für den Völkerrechtler Matthias Goldmann (EBS Universität für Wirtschaft und Recht) stellt die Operation Rising Lion „den geradezu klassischen Fall eines verbotenen Präventivschlags dar.“ Ralph Janik (Universität Wien) lässt auch ein zweites Argument Israels nicht gelten: dass man sich aufgrund mit Iran verbündeter Milizen wie der Hisbollah und den Huthi bereits im Kriegszustand mit Iran befinde: Ohne fortgesetzte Kampfhandlungen erkenne das Völkerrecht keinen Kriegszustand an, und die Milizen unterständen auch nicht so direkt iranischer Führung, dass sie als dessen Stellvertreter gelten könnten.
Laut dem Völkerrechtler Kevin Jon Heller haben die Vereinigten Staaten bislang nur vereinzelt dieselbe Position wie Israel vertreten, wenn es um die völkerrechtliche Auslegung des Selbstverteidigungsrechts geht. Israel gilt als der einzige Staat, der das Konzept einer präventiven Selbstverteidigung offen und systematisch befürwortet. Auch der Rechtswissenschaftler Sergey Vasiliev von der Open University of the Netherlands stufte den israelischen Angriff auf iranisches Territorium als völkerrechtswidrig ein. Seinen Ausführungen zufolge handelte es sich um einen Akt der Aggression, da keine akute Bedrohung durch Iran vorgelegen habe, die ein solches militärisches Vorgehen gerechtfertigt hätte. In einem Beitrag für den European Journal of International Law argumentierte Marko Milanović (University of Reading), dass selbst unter der weitest gefassten Auslegung des völkerrechtlichen Selbstverteidigungsrechts der israelische Angriff als nicht gerechtfertigt einzustufen sei. Er begründete dies mit dem Fehlen belastbarer Hinweise darauf, dass Iran bereits unwiderruflich beschlossen habe, Israel mit einer künftigen Nuklearwaffe anzugreifen. Nach geltendem Jus ad bellum sei Israels Angriff daher völkerrechtlich mit hoher Wahrscheinlichkeit illegal.
Der Völkerrechtler Christoph Safferling (Universität Erlangen-Nürnberg) betont, dass Präventivschläge erst dann völkerrechtlich zulässig seien, wenn „eine unmittelbare, überragende Notwendigkeit besteht, keine Wahl der Mittel und keine Zeit zu weiteren Überlegungen bleibt. Das ist hier schwer vorstellbar,“ zumal die Waffe noch nicht einmal entwickelt sei. Auch „Vergeltungsschläge“ Irans seien völkerrechtswidrig, wenn Wohnviertel angegriffen würden.
Der Völkerrechtler Matthias Herdegen sagte, es gebe keine verlässlichen Informationen über das noch offen stehende Zeitfenster und über konkrete Angriffsabsichten des iranischen Regimes. Das Problem sei aber, dass bei „über weite Flächen dislozierten Atomwaffen ein Zuwarten bis zum ‚unmittelbar bevorstehenden Angriff‘ zu spät kommen könnte“. Israels Angriffe bewegten sich daher in „völkerrechtlich tiefgrauer Zone“.
Der Völkerrechtler Michael N. Schmitt vertrat die Ansicht, dass angesichts der Schwere der nuklearen Bedrohung aus Iran das Selbstverteidigungskonzept weiter ausgelegt werden könne. Gleichwohl bezeichnete er es als „schwierigen Fall“, da es noch andere Optionen als Gewalt gegeben habe, zumal die Verhandlungen über das Nuklearprogramm noch angedauert hätten.
Elisabeth Hoffberger-Pippan, Völkerrechtlerin am Leibniz-Institut für Friedens- und Konfliktforschung in Frankfurt, erläutert US-amerikanische Initiativen, gegen die Mehrheitsmeinung der Völkerrechtler die Regeln für eine zulässige antizipative Selbstverteidigung angesichts neuer Bedrohungsszenarien auszuweiten (Nationale Sicherheitsstrategie von 2002). Die Minderheit der Völkerrechtler, die hier bereit sind mitzugehen, fordert als Mindestkriterien 1. die Absicht eines gegnerischen Angriffs ist nachgewiesen, 2. der Gegner hat die militärischen Kapazitäten tatsächlich, 3. der Präemptivschlag bleibt als letztes Mittel. Diese Kriterien sieht Hoffberger-Pippan „nur teilweise“ als erfüllt an. Die Tötung iranischer Atomwissenschaftler, die eng mit militärischen Stellen zusammengearbeitet hätten, könne legitim sein. Das mache aber nicht jeden iranischen Atomwissenschaftler zum legitimen Ziel. Viel problematischer sei der Aspekt der Verhältnismäßigkeit: „Geht es Israel wirklich nur um die Zerstörung der unmittelbaren Gefahr, also der Atomanlagen? Oder ist der eigentliche Sinn der Militäroperation ein Regime-Change?“
Iran beruft sich auf das Recht zur Selbstverteidigung der Charta der Vereinten Nationen. Das Völkerrecht setzt dem allerdings Grenzen; so ist stets darauf zu achten, dass die Zivilbevölkerung und zivile Objekte verschont bleiben. Der Völkerrechtler Adil Haque sagte, es stelle auch dann eine große Gefahr für Zivilisten dar, wenn Iran seine Angriffe nur auf militärische Ziele richte. Ähnlich äußerte sich der Völkerrechtler Tom Dannenbaum. Das Vorhandensein militärischer Ziele in einem von Zivilisten bewohnten Gebiet rechtfertige keine Angriffe auf dieses Gebiet. Diese dürften nicht durchgeführt werden, wenn der Schaden für die Zivilbevölkerung zu groß wäre. Auch der Völkerrechtler Pierre Thielbörger sagte, Ziel von iranischen Verteidigungsangriffen dürften nur militärische Ziele sein. Die iranischen Angriffe seien aber unterschiedslos und richteten sich gegen zivile wie militärische Ziele, was gegen das humanitäre Völkerrecht verstoße.
Die amerikanischen Angriffe auf die iranischen Atomanlagen werden von Experten ebenfalls für völkerrechtswidrig gehalten.
Laut einem Gutachten des Wissenschaftlichen Dienstes des Bundestags gibt es erhebliche Zweifel an der Rechtmäßigkeit der Angriffe Israels und der USA. Israel müsse beweisen, dass Iran unmittelbar vor dem Bau einer Atomwaffe stand, die feste Absicht hatte, diese gegen Israel einzusetzen, und die Militäroperation die letzte Gelegenheit war, dies zu verhindern. Der US-Angriff sei nur dann vom Völkerrecht gedeckt, wenn die israelischen Angriffe völkerrechtskonform waren. Die ganz überwiegende Zahl der Völkerrechtler verneine eine Selbstverteidigungslage Israels nach Artikel 51 der Charta der Vereinten Nationen. Es gäbe gute Gründe, die bestehenden völkerrechtlichen Normen wie das Selbstverteidigungsrecht nicht über Gebühr zu überdehnen und sie damit auszuhöhlen.